# クックスハーフェン

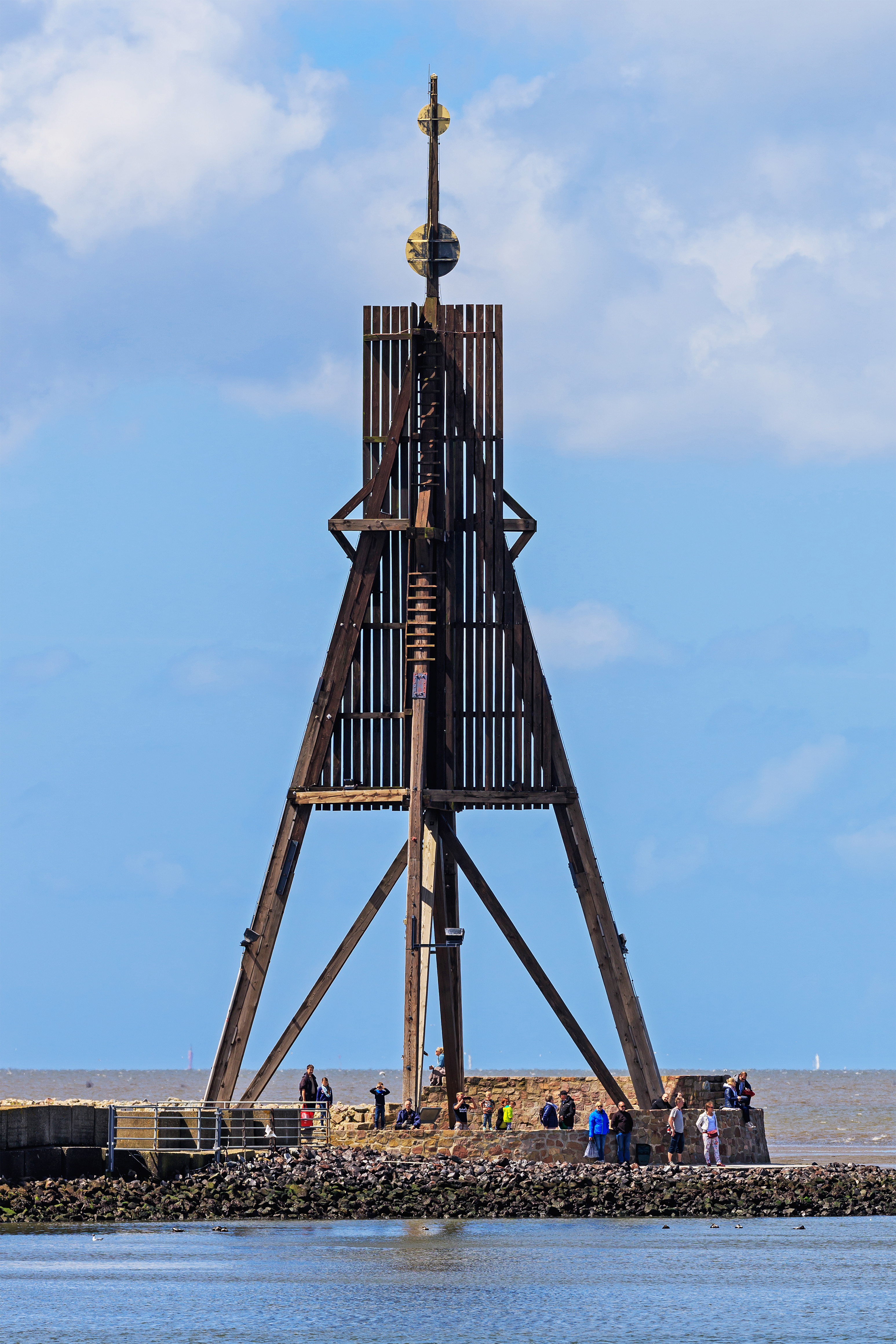
古い海洋標識で、クックスハーフェンの象徴的建造物となっているクーゲルバーケ

クックスハーフェン（ドイツ語: Cuxhaven ドイツ語発音: [kʊksˈhaːf̩n]、低地ドイツ語: Cuxhoben）は、ドイツ連邦共和国ニーダーザクセン州クックスハーフェン郡に属す都市（アインハイツゲマインデ）で、同郡の郡庁所在地である。この街は、ニーダーザクセン州の北海沿岸都市のうち、ヴィルヘルムスハーフェンおよびエムデンに次いで3番目に大きな都市であり、ドイツ最大の海岸保養地である。この街はブレーメン/オルデンブルク大都市圏およびハンブルク大都市圏に属し、地方開発計画上中級中心に位置づけられる。
クックスハーフェンはドイツ最大級の漁港の1つである。2008年までこの街にハンブルクと北海＝バルト海運河の船舶登記所があった。北海沿岸保養地のクックスハーフェンでは、保養関連業や観光業も経済上重要である。クックスハーフェン港湾地区と、現在クックスハーフェン市に属すアムト・リッツェビュッテルは13世紀から1937年までハンブルクに属していた。当時より重要でより大きな街であったリッツェビュッテルは1872年にクックスハーフェンに合併した。クックスハーフェンの北西に広がるハンブルク干潟自然公園には、ハンブルクに属すノイヴェルク島、ニーゲヘルン島、シャールヘルン島がある。
クックスハーフェンの象徴がクーゲルバーケである。この木製の海上標識は、ウンターエルベからアウセンエルベへの境界を示しており、従って内陸水路の境界を示している。この標識は本市の紋章のモチーフとなっている。

## 地理

### 位置
クックスハーフェンは、ニーダーザクセン州の北端に位置しており、2面を水に囲まれている。デーゼ地区にはニーダーザクセン州最北端の場所がある。こうした地理的条件はこの街の観光に特別な魅力を与えているが、後背地との経済的関係に関して特別な問題を及ぼしもする。
市内の最高地点は、「アルテンヴァルダー・ヘーエ」（海抜 37.5 m）である。
立地と歴史上ハンブルクに帰属していたことから、この街は漁業と観光業を2つの軸として経済発展した。クックスハーフェンは中核市区の他に、比較的大きな面積のかつて合併した村落に分けられる。古くからのクックスハーフェンの中心であるローツェン街区やリッツェビュッテル城の周辺では広い港が発展する一方、この中心の西側に位置する保養地であるデーゼ、ドゥーネン、ザーレンブルクが観光の中心地となっている。

### 市の構成
| - クックスハーフェン中核部（リッツェビュッテル、ムージカーフィールテル、ローツェンフィールテル、ドベン、レーフェルト、グリンマースヘルン） - アルテンブルーフ - アルテンヴァルデ - グーデンドルフ - フランツェンブルク - オックスシュテット - ベーレンシュ＝アーレンシュ - アーレンシュ - ベーレンシュ | - デーゼ - ドゥーネン - グローデン - ホルテ＝シュパンゲン - リューディングヴォールト - フォイアーシュテッテ - ケスタースヴェーク、リューダースコープを含む - ゼーハウゼン - ザーレンブルク - シュティッケンビュッテル - ジューダーヴィシュ/ヴェスターヴィシュ |  |

## 歴史

### 地名
遅くになって名付けられた Cuxhaven という地名は、従来から、低地ドイツ語の単語 koog ＝「堤防に囲まれた土地」に由来するとされている。しかしこの町の古い表記はこれに反して Kuckshafen (1570年)、Kukeshaven (1577年)、Kuxhaven (1594年) であり、1700年頃にやっと Koogshaven という表記も現れる。このような -u- や -k- の変化はほとんど例がない。むしろ印欧語の *gug-「球、背中、丘陵」に基づくゲルマン語 *kuk- からこの地名の前半部が形成されたと考えることができる。名前の由来となったのは、沖積平野の盛り上がった場所であったと推測される。後半部も実際に Hafen ＝「港」に由来するかどうかは疑わしい。もしかしたら、中低ドイツ語の「hove」＝「農場、庭園、垣根」あるいは中低ドイツ語の hāge(n) ＝「囲われた土地」に由来する可能性もある。

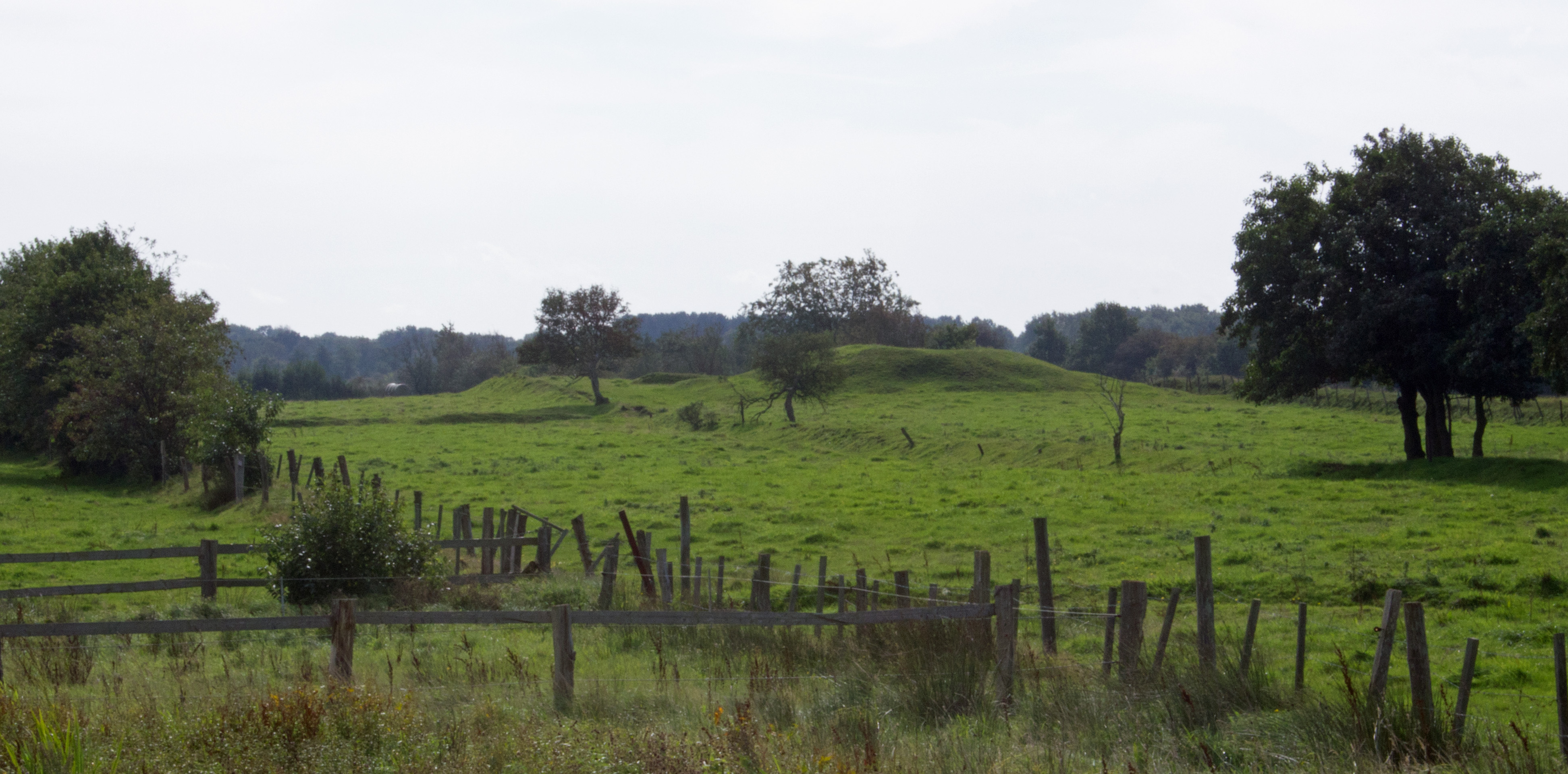
ドゥーネン近郊の墳丘墓「トヴェルベルク」

### 中世
骨壺埋葬地や紀元前4000年の巨石墓がこの地域の定住地としての長い歴史を証明しているが、クックスハーフェン市は、他のドイツの都市と比べて比較的新しい都市である。
1394年、ラッペ家はリッツェビュッテル城をハンブルクに譲渡した。その後数世紀の間リッツェビュッテルは、ハンブルクの海賊掃討の拠点であり、避難港であった。1530年と1570年に2つの干拓地が堤防で囲まれた。この土地は17世紀に拡張された。しかしエルベ川の氾濫によって1785年までに完全に水没した。

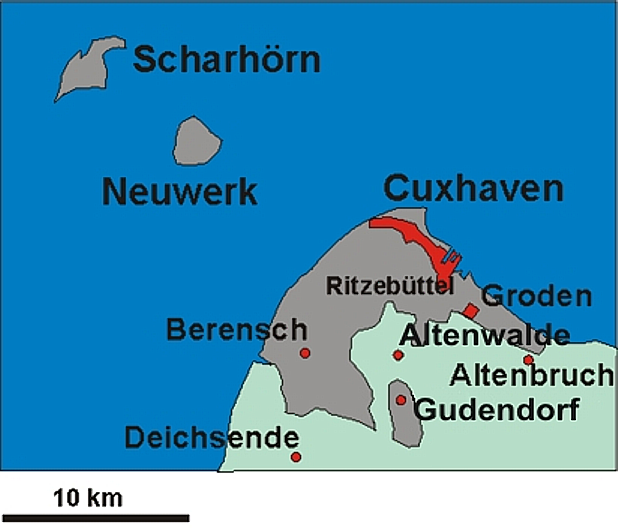
自由ハンザ都市ハンブルクのアムト・リッツェビュッテル（1815年 - 1937年）

### 市域の発展
リッツェビュッテルは、1872年12月4日に港湾集落クックスハーフェンと合併し、ハンブルクに属す港町クックスハーフェンとなった。
ドイツ国統一後、クックスハーフェンは軍事的にも重要となった。1883年に初めて海軍部隊が配備され、クーゲルバーケ要塞やその他の海浜防衛施設が、新しい北海＝バルト海運河の航行を管理した。
民間航路では、1889年からハンブルク-アメリカ航路の施設が重要であった。ここからは単に大西洋を横断する航路だけでなく、1891年にはオーガスタ・ヴィクトリア号が初の世界一周に出発した。

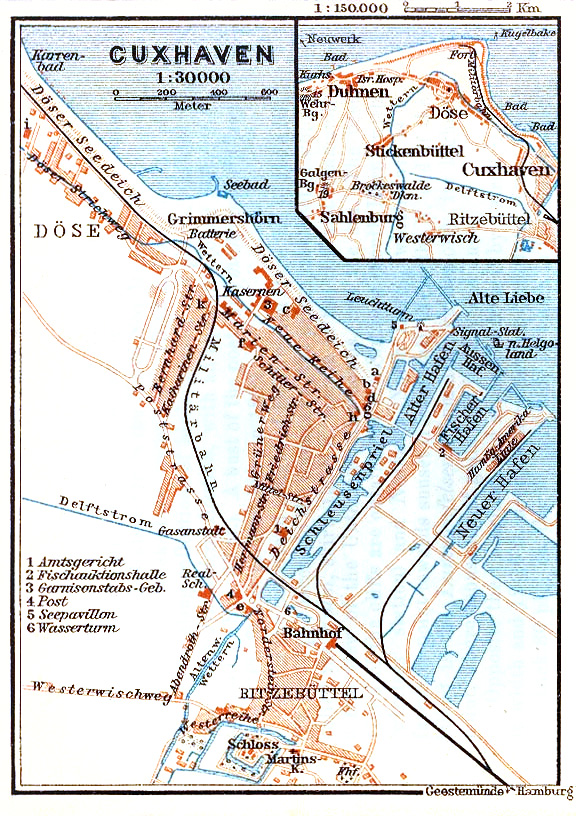
1910年のクックスハーフェン港地図

デーゼの合併（1905年）により人口は1万人を超えた。クックスハーフェンは1907年3月15日に都市権を授けられた。第一次世界大戦では、臨時の空母からイギリスの飛行部隊が飛び立ち、イギリス海軍の支援を受けて、1914年12月25日にクックスハーフェン海軍基地およびノルトホルツ航空基地の飛行船、格納庫への「クックスハーフェン空襲（またはクリスマス攻撃）」と呼ばれる攻撃を行った。悪天候と事前の察知および防衛により、損害はわずかであった。この空襲は、史上初となる洋上から出撃した航空機による港湾空襲であり、後年のターラント空襲や真珠湾攻撃に繋がる画期的な作戦であった。
1924年1月2日のハンブルク都市法の発効により、クックスハーフェンはリッツェビュッテルから分離され、ハンブルク、ゲースタハト、ベルゲドルフとともにハンブルク州の独立した都市となった。1937年の大ハンブルク法によりクックスハーフェンは、ハンブルクからプロイセン自由州ハノーファー県に移管された。ただしハンブルクには港に関するいくつかの権利が留保された。このため、アメリカ港とシュトイベンヘフト（埠頭）は、クックスハーフェンの市域内にあるにもかかわらず、1993年1月1日までハンブルクの所有であった。ハンブルク水上警察の管区監視所が現在もクックスハーフェンにある。
1969年にノイヴェルク島とシャールヘルン島が干潟とともに、再び自由ハンザ都市ハンブルクに移管され、ここに水深の深い港を建設する計画が立案された。これに対抗してニーダーザクセン州はクックスハーフェン漁港を拡張するための小さな土地を獲得した。2005年10月28日にニーダーザクセン州経済大臣ヴァルター・ヒルヒェとハンブルクの経済長官グンナー・ウルダルはハンブルク市庁舎でコンテナ阻止条項廃止の条約に署名した。これにより、クックスハーフェン港の無制限の再開発に向けて道が開けた。
1945年から1964年までクックスハーフェンの近くで、実験的なロケット発射が何度か行われた。
クックスハーフェンは1977年まで郡独立市であった。現在は新たに創設されたクックスハーフェン郡に属し、その郡庁所在地となっている。現在の面積は 162 km2、東西の幅は約 21 km、南北の幅は 14.5 km である。1935年から1972年までの間に本市は何度も合併を行った。
30万人以上が訪れた「ニーダーザクセンの日」は2007年7月6日から8日にクックスハーフェンで開催された。

### 市町村合併
クックスハーフェンは、1872年12月4日にフレッケンのリッツェビュッテルと港の集落クックスハーフェンが合併して成立した。1905年にデーゼが合併し、1907年3月15日に都市となった。
1935年2月6日の、グローデン、ヴェスターヴィッシュ、ジューダーヴィッシュ、シュティッケンビュッテル、ドゥーネン、ノイヴェルクおよびシャールヘルンの合併に関する法律の発効によって、それまでハンブルク郡に属していた町村も1935年3月1日以降にクックスハーフェン郡に属した。
ホルテ＝シュパンゲンとザーレンブルクは1970年6月1日に、ベーレンシュ＝アーレンシュは1971年2月1日に合併した。アルテンブルーフ、アルテンヴァルデ、リューディングヴォールトは1972年7月1日にこれに続いた。これらの旧町村はいずれもラント・ハーデルン郡から移管された。

## 住民

### 人口推移
| 年   | 人口（人） |
| ---- | ---------- |
| 1890 | 04,905     |
| 1910 | 14,888     |
| 1925 | 17,648     |
| 1933 | 22,094     |
| 1939 | 31,046     |
| 1946 | 42,850     |
| 1950 | 46,861     |
| 1960 | 43,300     |
| 1961 | 044,015 a  |
| 1970 | 044,564 b  |

| 年   | 人口（人） |
| ---- | ---------- |
| 1980 | 58,800     |
| 1990 | 55,900     |
| 2000 | 53,391     |
| 2005 | 52,567     |
| 2010 | 50,492     |
| 2015 | 48,264     |

a: 6月6日の数値。その後合併する地区は含まれていない。それらを算入した人口は、56,478人

b: 5月27日の数値。その後合併する地区は含まれていない。それらを算入した人口は、59,642人

出典: 1890年、1910年、1925年-1960年、1961年-1970年、1980年-1990年、2000年からは12月31日

## 行政

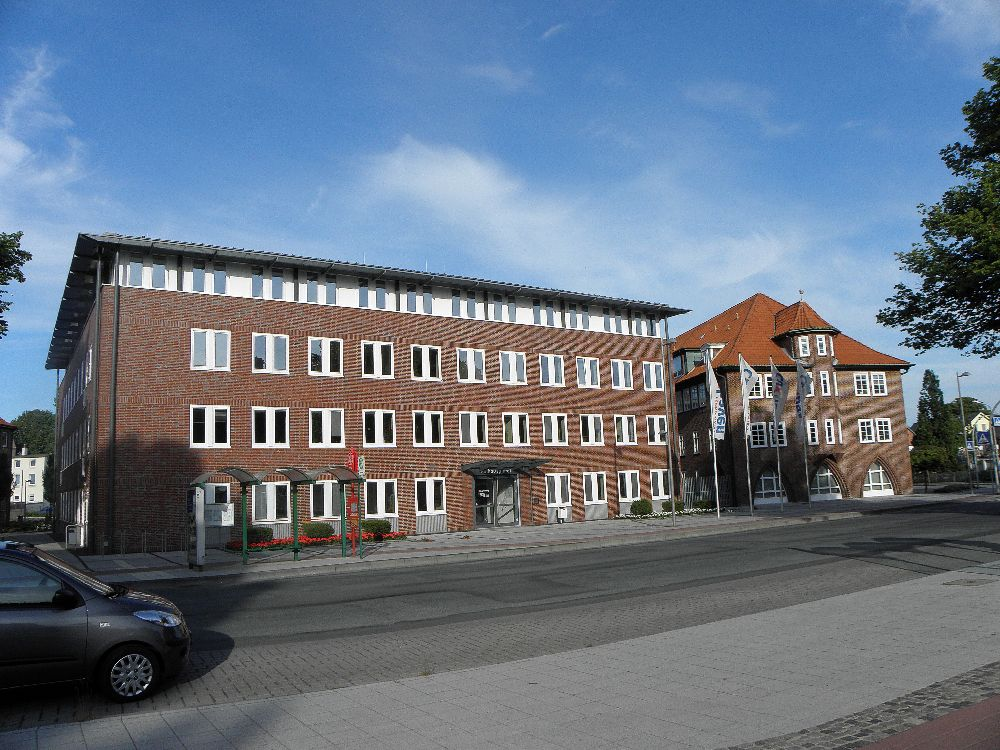
クックスハーフェン市庁舎

### 市議会
クックスハーフェン市の市議会は40人の議員で構成されている。これは、人口 40,001人から50,000人の自治体の議員定数である。議員は5年ごとの住民による選挙で選出される。
この他に上級市長のウルリヒ・ゲッチュが市議会での投票権を有している。

### 上級市長
2019年11月1日からウーヴェ・ザンティアー (SPD) がウルリヒ・ゲッチュの後任として専任の上級市長を務めている。ザンティアーは2019年5月26日の選挙で 51 % の支持票を獲得して上級市長に選出された。
第二次世界大戦後の市長/上級市長を列記する:
- 1945年 - 1946年: カール・シュトルテ (FDP)
- 1946年 - 1952年: カール・オルファース (SPD)
- 1952年 - 1956年: ハインツ・ヴァハテンドルフ（無所属）
- 1956年: ブルーノ・デューゲ（Cuxhavener Gemeinschaft および FDP）
- 1956年 - 1966年: カール・オルファース (SPD)
- 1966年 - 1967年: ハインツ・ディーステル (SPD)
- 1967年 - 1968年: ヴェルナー・カンマン (SPD)
- 1968年 - 1972年: ハンス＝ヨアヒム・ヴェーゲナー (CDU)
- 1972年 - 1976年: ヴェルナー・カンマン (SPD)
- 1981年 - 1996年: アルフレヒト・ハルテン (CDU)
- 1996年 - 2000年: ハンス＝ハインリヒ・アイラース (SPD)
- 2000年 - 2005年: ヘルムート・ハイネ
- 2005年 - 2011年: アルノ・シュタッバート (CDU)
- 2011年 - 2019年: ウルリヒ・ゲッチュ（無所属）
- 2019年 - : ウーヴェ・ザンティアー (SPD)

### 紋章
クックスハーフェン市は、1912年12月20日から公式の紋章を有している。この紋章は、リッツェビュッテルのラントヘルでハンブルクの参事会員エミール・ムムセンによって1913年1月28日によって授与された。
図柄: 本市の紋章は金地で、黒いクーゲルバーケが描かれており、その脚は水で洗われている。紋章の上に3つの胸壁からなる城壁冠を持つ。
解説: 本市の紋章は、地名にちなんだ紋章であり、象徴的建造物であるクーゲルバーケを描いている。クーゲルバーケはその栄誉にふさわしいものである。ハウプトマン・シュパニガーは1733年にすでに、「リッツェビュッテルの大半が波に奪われたとしてもクーゲルバーケは無条件に護られなければならない。クーゲルバーケ以上にクックスハーフェン市を象徴するものがあるだろうか」と述べている。

### 旗
クックスハーフェン市の旗は、長辺と平行に白と赤に塗り分けられており、その中央に市の紋章が描かれている。市の色は、白 - 赤である。

### 姉妹都市
クックスハーフェンは以下の都市と姉妹都市協定を結んでいる。
- ペンザンス（イギリス、コーンウォール）1967年
- ハフナルフィヨルズゥル（アイスランド、大レイキャヴィーク）1988年
- ヴァンヌ（フランス、モルビアン県）1963年
- ビンツ（ドイツ語版、英語版）およびザスニッツ（ドイツ語版、英語版）（ドイツ、メクレンブルク＝フォアポンメルン州）1990年

1987年からグリーンランドの中心都市ヌークと姉妹都市協定を結んでいたが、ヌークの地域/行政改革によりこの姉妹協定は終結された。

### 友好都市
クックスハーフェンは以下の都市と友好都市関係にある。
- ピワ（ポーランド、ヴィエルコポルスカ県）1996年
- ムルマンスク（ロシア、ムルマンスク州）2004年
- ビラノーバ・デ・アロウサ（スペイン、ガリシア州）2001年
- イリャヴォ（ポルトガル語版、英語版）（ポルトガル、アヴェイロ県）2002年

## 文化と見所

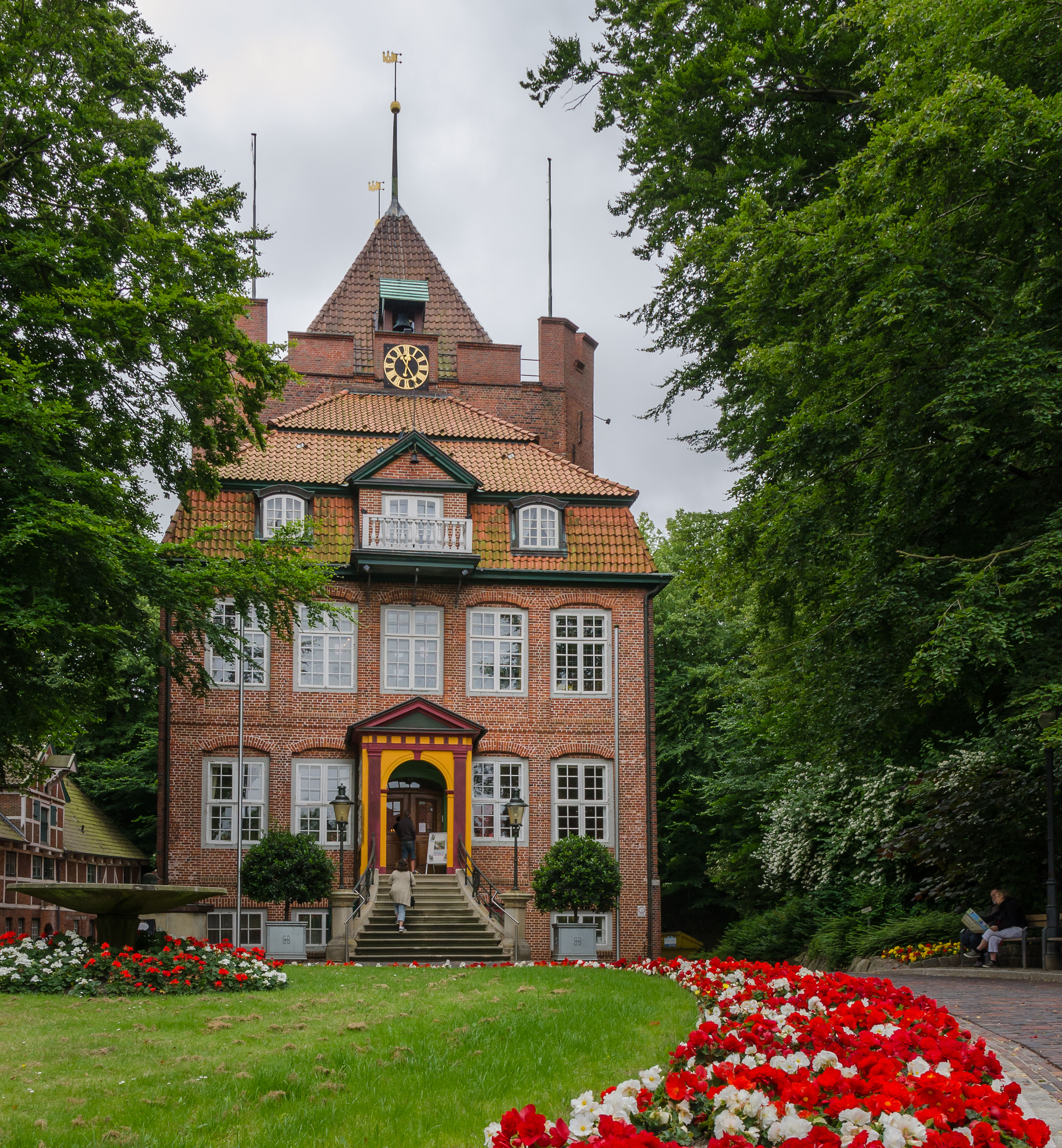
リッツェビュッテル城

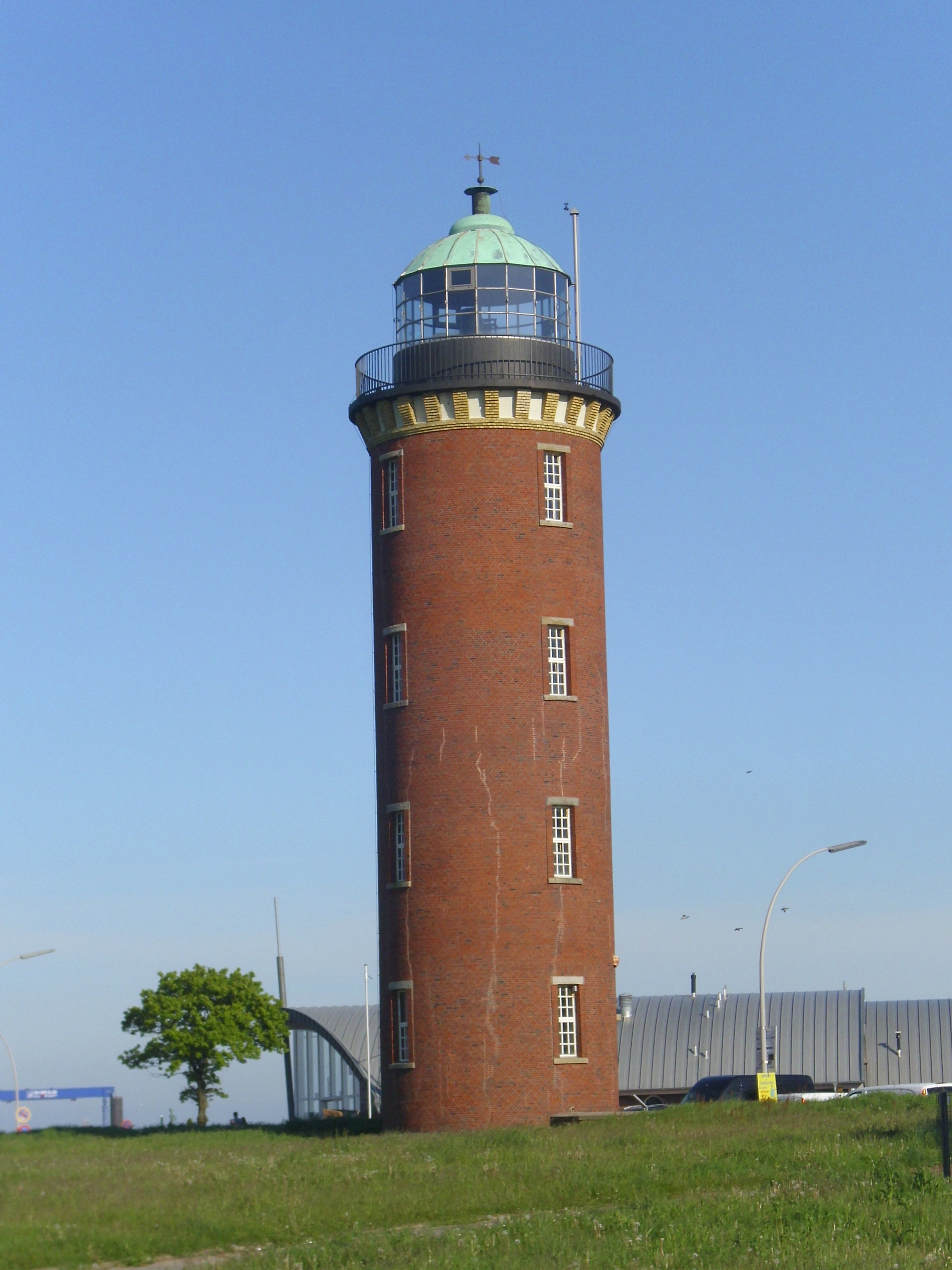
ハンブルガー灯台

### 建築物
- アルテ・リーベ（エルベ川のプロムナード）
- リッツェビュッテル城
- 現存する世界最大の風力発電施設（1987年に解体された旧グロヴィアンに次ぐ）
- クーゲルバーケ（クックスハーフェンの象徴的建造物）
- 墳丘墓「トヴェルベルク」（ドゥーネン近郊）
- 環状土塁（ドイツ語版、英語版）「アム・キルヒホーフ」（ドゥーネン近郊）
- 青銅器時代の墳墓に造られたモット・アンド・ベーリー「ガルゲンベルク」（ザーレンブルク近郊）[22]
- 墳丘墓「シュパンガー・ベルク」（ザーレンブルク近郊）
- 土塁施設「ブルク・バイ・アルテンヴァルデ」
- 墳丘墓（グーデンドルフ近郊）
- ハンブルガー灯台
- ユダヤ人墓地

#### 教会
- アルテンブルーフ:

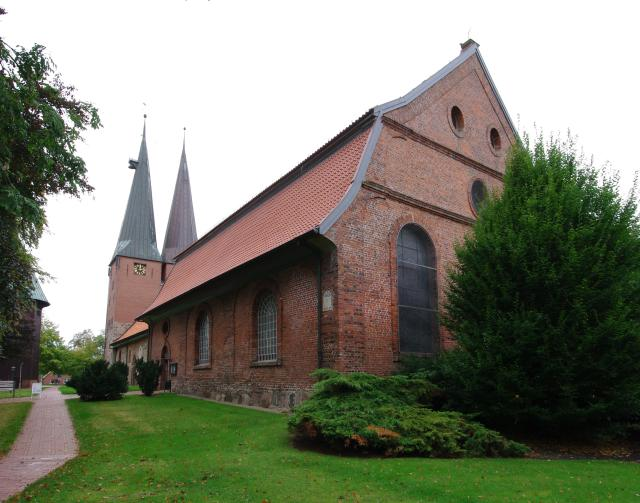
聖ニコライ教会

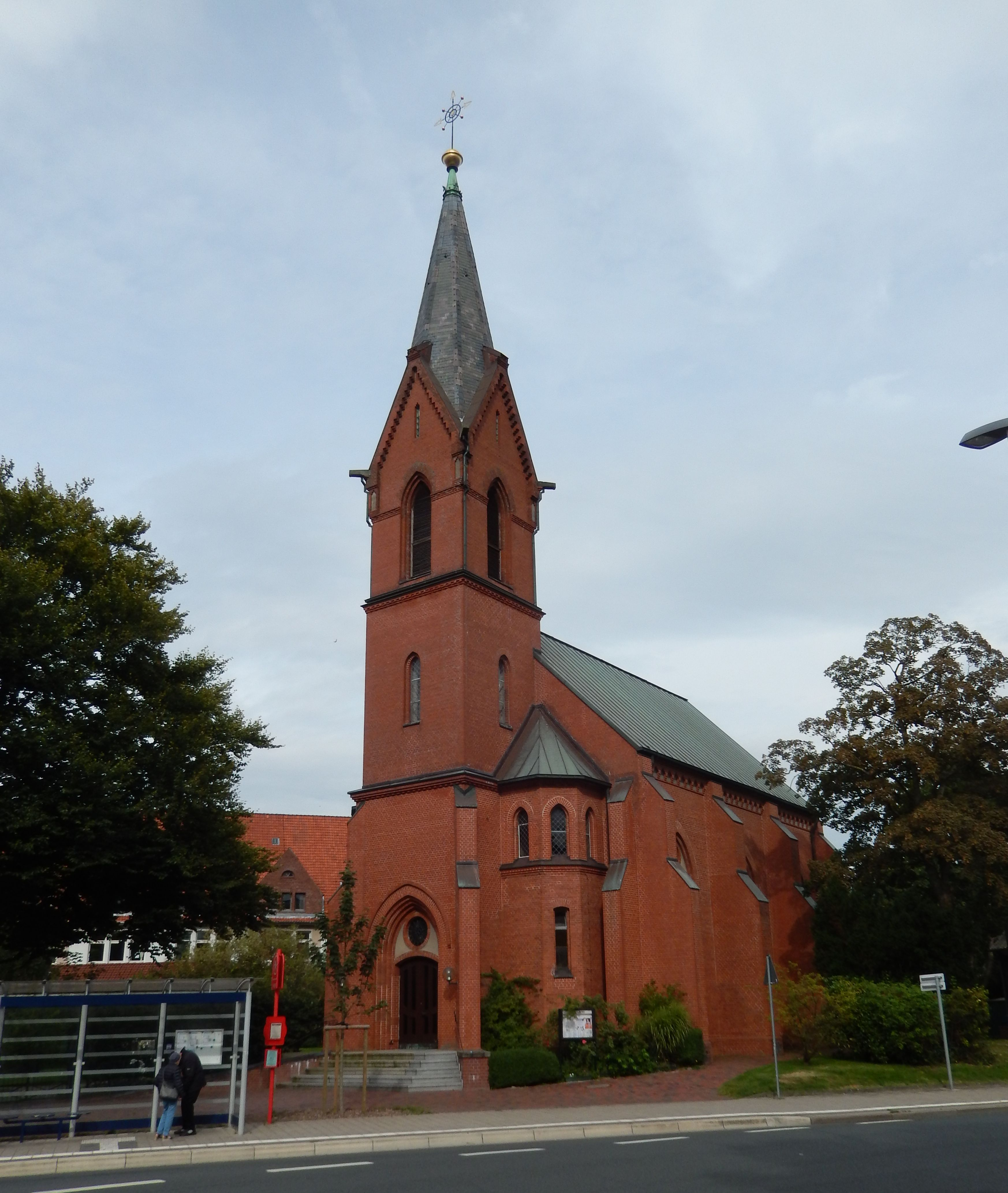
ヘルツ＝イェズ教会

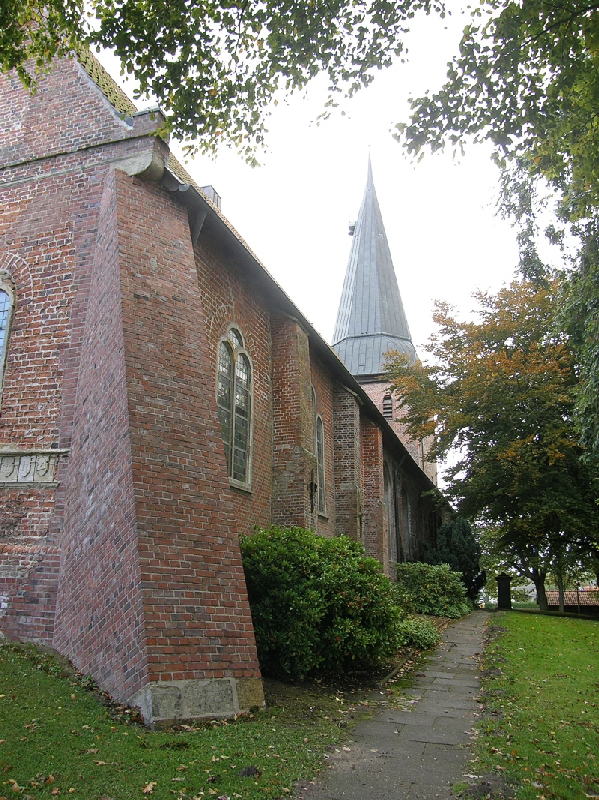
聖ヤコービ教会

  - 聖ニコライ教会: 旧ハーデルン郡の最も西に位置するこの町は、周辺地域のいわゆる「農民聖堂」を有していた。2本の塔（アルテンブルーフの裕福な姉妹による寄進）を持つロマネスク様式荒石造りの教会は、13世紀に建設された。教会塔にはかつて、郡の印章を所蔵する文書館が入居していた。この印章にはラント・ハーデルンの守護聖人である聖ニコラウス司教が描かれていた。このデザインは現在のクックスハーフェン郡の紋章に引き継がれている。教会は1727年にレンガ造りの粗造りな建物に建て替えられた。15世紀に創られたゴシック様式の祭壇櫃は芸術史上重要である。1710年の内陣や祭壇室は、渦巻き模様などで美しく装飾された支援者や支援団体の紋章で飾られている。1650年頃に有名な彫刻家ユルゲン・ハイトマンがホルシュタインからオッテルンドルフにやって来て、この教会のために様々な作品を制作した。洗礼盤の木彫装飾などがそれである。この教会にある500年以上前から存在するオルガンは、ヨーロッパで最も古いものの1つである。その原型は1497/98年にまで遡る。オルガン製作者のヨハネス・コキがその基礎を築いた。1727/28年に有名なオルガン製作者アルプ・シュニットガーの弟子ヨハン・ヒンリヒ・クラプマイヤーが根本的な改造を行い、基本的には現在もその成果を示している。
- 中核市区:
  - エンマウス教会、福音主義教会
  - ヘルツ＝イェズ教会（聖心教会）は1900年に聖ミヒャエル教会として建設された。この教会はネオゴシック様式で建てられた最も古いローマ＝カトリック教会である。1924年までこの教会はカトリックの兵舎の教会であった。
  - 聖マリエン教会はローマ＝カトリックの教区教会で、1964年に当時の様式で建設された。
  - 聖ペトリ教会は福音主義のバルチック様式のネオゴシック教会である。1911年に海軍兵舎の教会として完成した。祭壇、講壇、オルガン、祭壇室の合唱隊席は重なり合って配置されている。1948年に教区教会となり、1950年に現在の名称となった。
- デーゼ:
  - デーゼの聖ゲルトルート教会は福音主義、ネオゴシック様式、単廊式のレンガ造りの教会で、1886年にキルヒェンパウアーの設計に基づき建設された。1452年にシュタインマルネ（デーゼ）の「Kapelle buten den Dieks」（礼拝堂）が文献に記録されている。1526年から1530年に改築がなされ、1534年に聖ゲルトルートの名前を冠した。この教会は1866年に取り壊された。オルガンは1887年、新しい教会塔は1965年に建造された。
- グローデン:
  - 福音主義の、守護聖人聖アブンドゥスにちなんで命名された単廊式のこのザールキルヒェ（ドイツ語版、英語版）は、1200年頃に荒石で建設された。この教会は19世紀になるまでハンブルクのアムト・リッツェビュッテルの教会であった。レンガ造り多角形の内陣は1868年に建設され、側壁が嵩上げされた。印象的なのは、バロック様式の屋根を戴いた重量感のある赤い石の外観を見せる西塔である。1640年に制作された祭壇背後の飾り壁はらせん状の柱を有している。多角形の講壇は1688年製である。多くの墓碑や17世紀から19世紀の奉納画および聖職者の肖像、16世紀から18世紀の墓石が遺されている。
- リューディングヴォールト:
  - 聖ヤーコビ教会は、1200以前に、村の盛り土をした場所にロマネスク様式で荒石によって建設された。この教会はハーデルン地方のよく知られた農民聖堂の1つであった。内陣室は1609年に完成し、レンガ造りの塔は17世紀に増築された。1420年から1430年に制作されたゴシック様式の有翼祭壇「リューダースコーパー・アルター」はハーデルン地方で最も古いものである。主祭壇の祭壇画は1665年に制作されたもので、3つの墓碑や最後の審判の天使と同様にオッテルンドルフのユルゲン・ハイトマンの作品である。同じくオッテルンドルフ出身のミヒャエル・リンクマーカーは1607年に講壇を制作した。
アントニウス・ヴィルデが1598/99年に作成したオルガンは初期バロックのオルガン製作技術の好例である。アルプ・シュニットガーとそのテューリンゲン出身の弟子アンドレアス・ヴェーバーは1682/83年にこのオルガンに、2段のペダルと背後管[訳注 3]を追加した。現在もおおむねこの形で保存されている。1982年と1999年にオルガン製作職人ユルゲン・アーレントによって修復がなされた。
- リッツェビュッテル:
  - リッツェビュッテルのマルティンス教会は1816年から1819年に、官僚アーベントロートの主導によりユダヤ教の神殿として古典主義様式で建設された。祭壇の十字架は、ユダヤ教会の代表者サムエル・フリートレンダーによって制作された。これは、当時のキリスト教とユダヤ教との共存を示すものである[23]。
- ザーレンブルク:
  - 聖ヨハネス教会、福音主義教会
- ジューダーヴィシュ:
  - 福音主義のグナーデン教会（慈悲教会）は、1961年に当時の様式でジューダーヴィシュシューレ（学校）の近くに建設され、2008年に増築された。

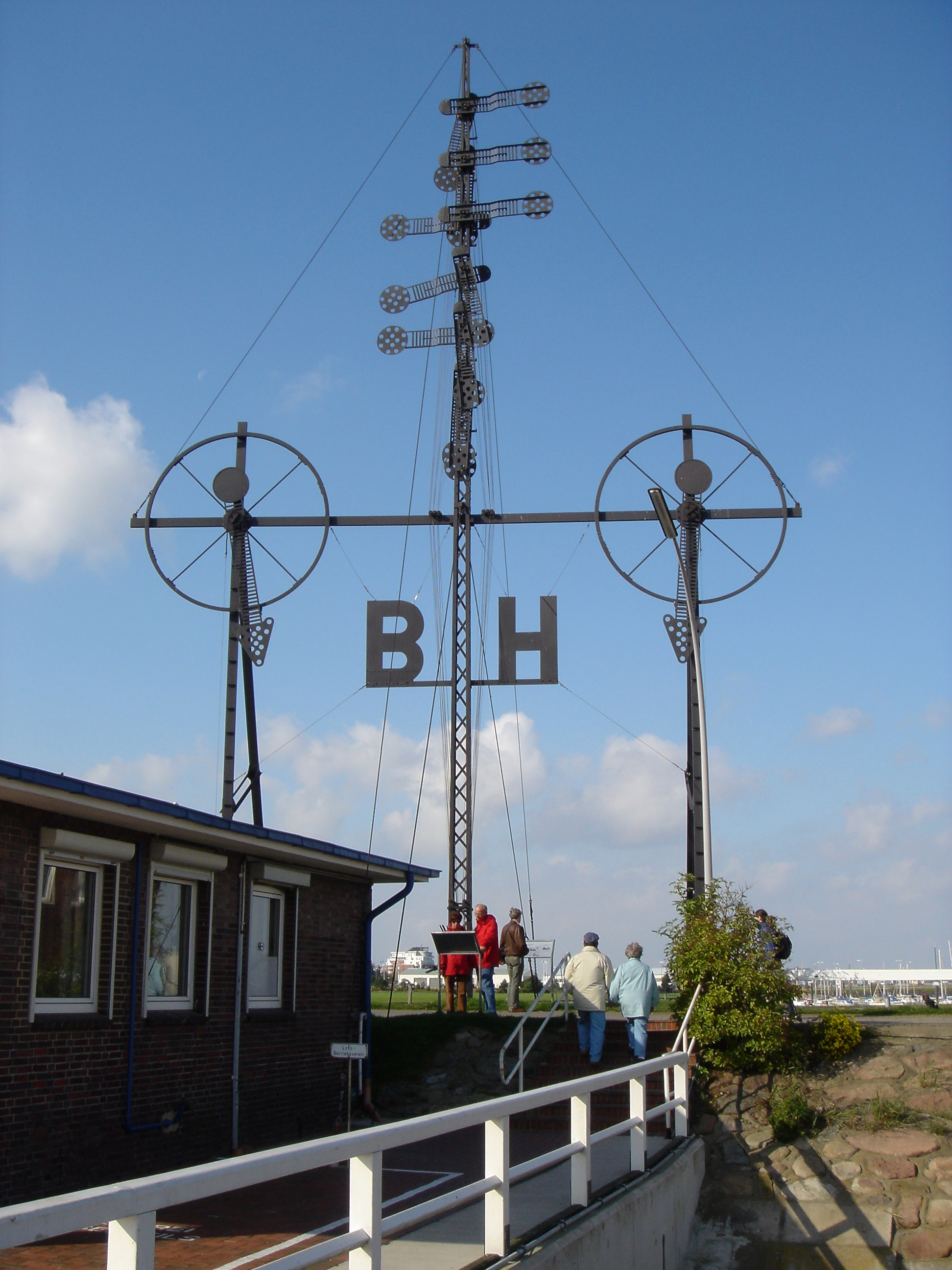
腕木式風向信号機

- 聖ニコライ教会の祭壇
- 聖ニコライ教会のオルガン
- 聖マリエン教会
- 聖ペトリ教会
- 聖ゲルトルート教会
- 聖アブンドゥス教会
- 聖ヤコービ教会の祭壇
- 聖ヤコービ教会のオルガン
- マルティンス教会

#### 腕木式風向信号機
港には、「アルテ・リーベ」といわゆる腕木式風向信号機「B/H」がある。この器具は、1884年から北海を航行する船舶に、現在の風向と風力を、ボルクム島方向（西）は「B」、ヘルゴラント島方向（北）は「H」で知らせるものである。

#### 水道塔
ケンメラール広場と駅との間にある水道塔は、この街の密かな象徴的建造物と考えられている。1897年に建設され、2004年までクックスハーフェンの家庭に、必要な水圧で水を供給していた。1960年代にデーゼやザーレンブルクにより高層の建物が建設され、その水道塔の高低差圧では上層階にまで水が届かなくなったため、加圧するための施設が必要となった。2004年に高架水槽が水道網から除去された。これ以降、水はドラングストヴェークのクックスハーフェン給水施設の新しい建物からポンプを使って水道管に供給されている。水道塔は2013年10月から個人の所有となっている。

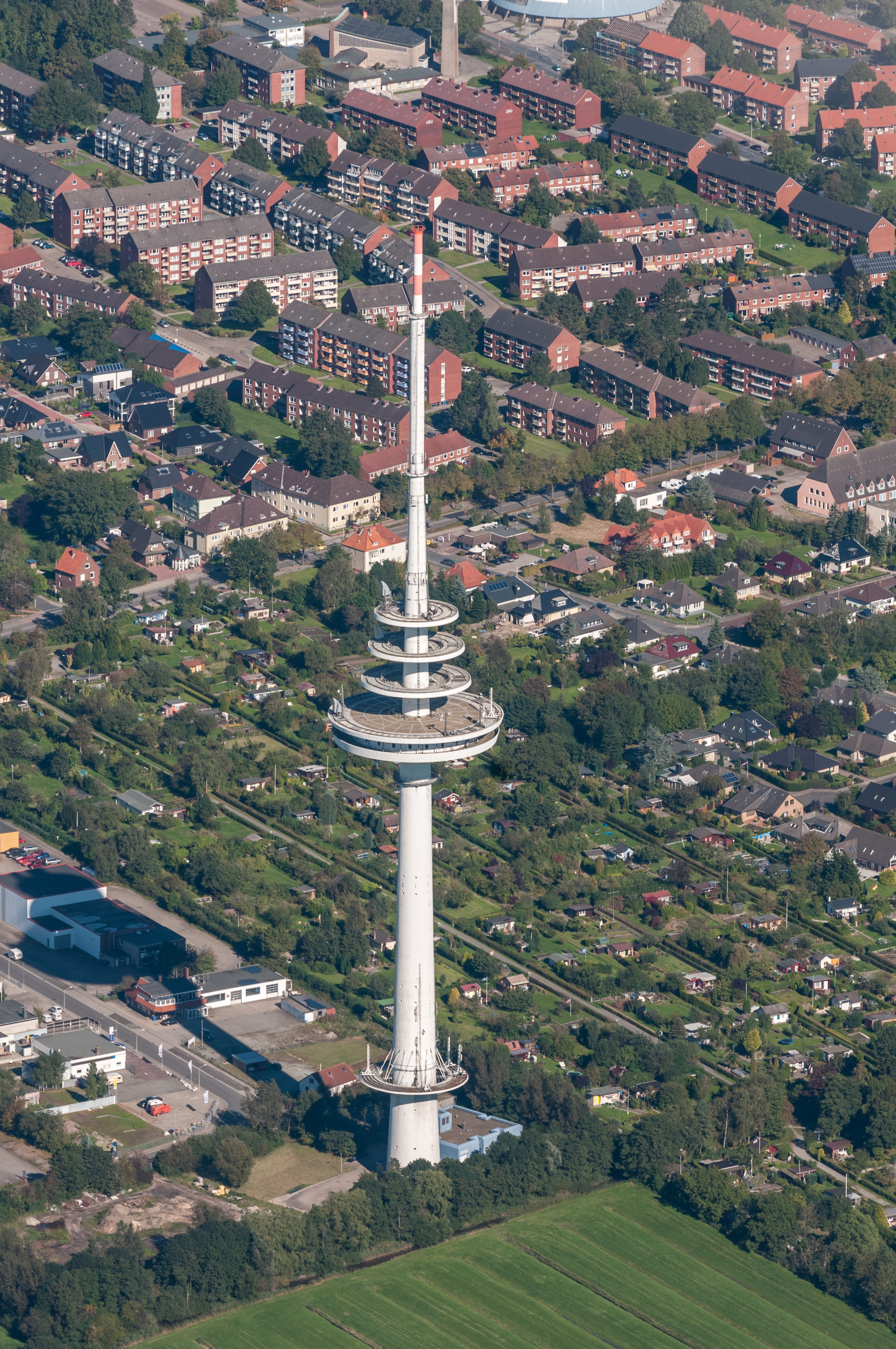
フリードリヒ＝クレメンス＝ゲルケ塔

#### フリードリヒ＝クレメンス＝ゲルケ塔
1991年からクックスハーフェンに、高さ 230 m のフリードリヒ＝クレメンス＝ゲルケ塔がある。この建物は一般の立ち入りがが禁止されたテレコムの通信塔である。この塔はFPUや移動通信に利用されており、また2000年代からは DVB-T や DAB を用いたテレビ・ラジオプログラムの放送にも用いられている。数年後に周波数 106.6 MHz でラジオ 21 のプログラム放送がこれに加わった。

#### ホルター・ヘーエ送信塔
1959年から1961年に、ホルター・ヘーエに、当時のドイチェ・ブンデスポストによって超短波を用いたFPUおよび海洋通信に利用する送信塔が建設され、1961年4月1日に運用が開始された。1963年に、ZDFのテレビ・プログラム放送用のグラスファイバー・シリンダーがこの塔の先端に取り付けられ、これにより塔の高さは現在の 119 m となった。
1977年に北ドイツ放送は、ドイチェ・ポストの土地の一区画を取得し、ここに第1および第3テレビプログラムおよび超短波ラジオプログラムの送信所を設けた。

#### 港の放送塔
港湾地区には、高さ 120 m の水路・船舶交通局 (WSA) の放送塔がある。この塔は三角形の断面を持つトラス建築である。この役所は、アウサーエルベ、ウンターエルベ、および北海＝バルト海運河南部分の航路標識、難破船の精確な位置決定、印刷物や長波放送を介したこれら情報の伝達を担っている。さらにこの役所は、「ノイヴェルク号」をはじめ独自の船を有している。

### 記念碑
- オーストリア戦争墓地リッツェビュッテル: 1864年のヘルゴラント海戦で戦死したオーストリア＝ハンガリー帝国海軍兵士51人が眠る。
- 市街地の「躓きの石[訳注 4]」
- クックスハーフェンは、かつて軍事上も重要な役割を担っていた。ドイツ海軍の最初の掃海艇部隊はクックスハーフェンに配備された。この港には、第一次世界大戦および第二次世界大戦における出撃を記念する悔悟の記念碑がある。

### 緑地と保養地

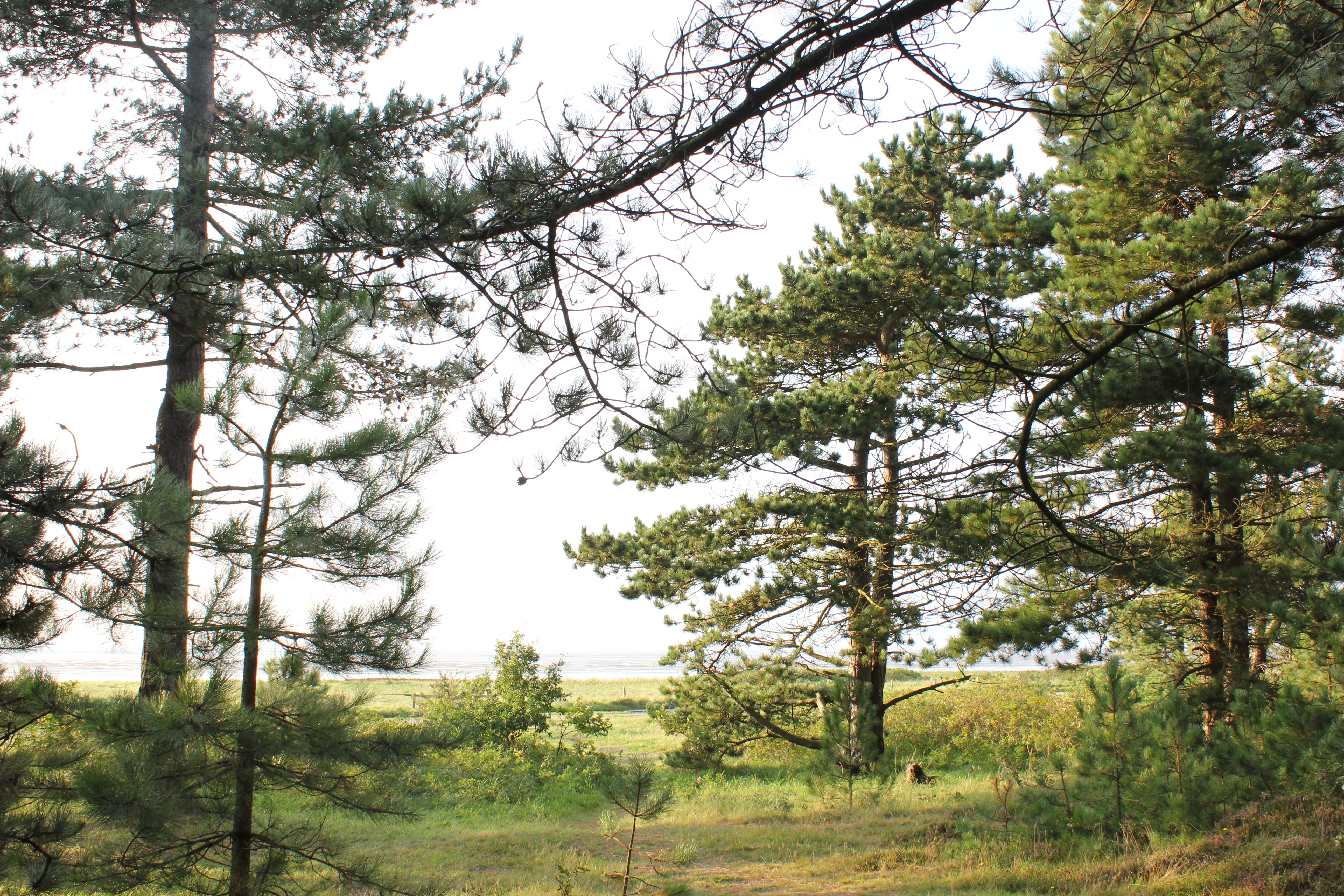
ヴェルナーヴァルトの木々越しに北海を望む

- ヴァッテンメール（ワッデン海）
- 砂浜と草浜
- アルテンヴァルデの荒れ地
- アルテンヴァルデ市民公園
- アルテンブルーフ市民公園
- クアパルク
- 城館公園
- ブロッケスヴァルデ

### 自然文化財
- クックスハーフェンの前に広がる干潟は、ハンブルク・ワッデン海国立公園（ドイツ語版、英語版）とニーダーザクセン・ワッデン海国立公園（ドイツ語版、英語版）に属す。また、 UNESCO-世界遺産「ワッデン海」の一部である[25]。そのうち徒歩で行ける場所の大部分は静養ゾーン（ゾーン III）に属す。ドゥーネンとザーレンブルクとの間の塩沼「ドゥーナー・アンヴァハス」は安息ゾーン（ゾーン I[訳注 5]）であり、ミヤコドリ、アカアシシギ、セグロカモメおよび数は少ないがハジロコチドリの孵化地で、何百羽ものダイシャクシギが生息している。
- ドゥーナー・ハイデは、海岸沿いにだけ見られる ガンコウラン (Empetrion nigri) が生える荒れ地であり、ハーブの香りがするセイヨウガンコウランやヒトツバエニシダ（ドイツ語版、英語版）が生育しているのが特徴である。
- クックスハーフェンのヴェルナーヴァルトは、ザンクト・ペーター＝オーディング（ドイツ語版、英語版）を除けばドイツで唯一北海海岸に直接面した森林である。アーレンシュ＝ザーレンブルク森林路のすぐ西にU字型の窪地があるが、これはバックファイアー作戦（ドイツ語版、英語版）のロケット発射台を撤去したことで生じたものである。

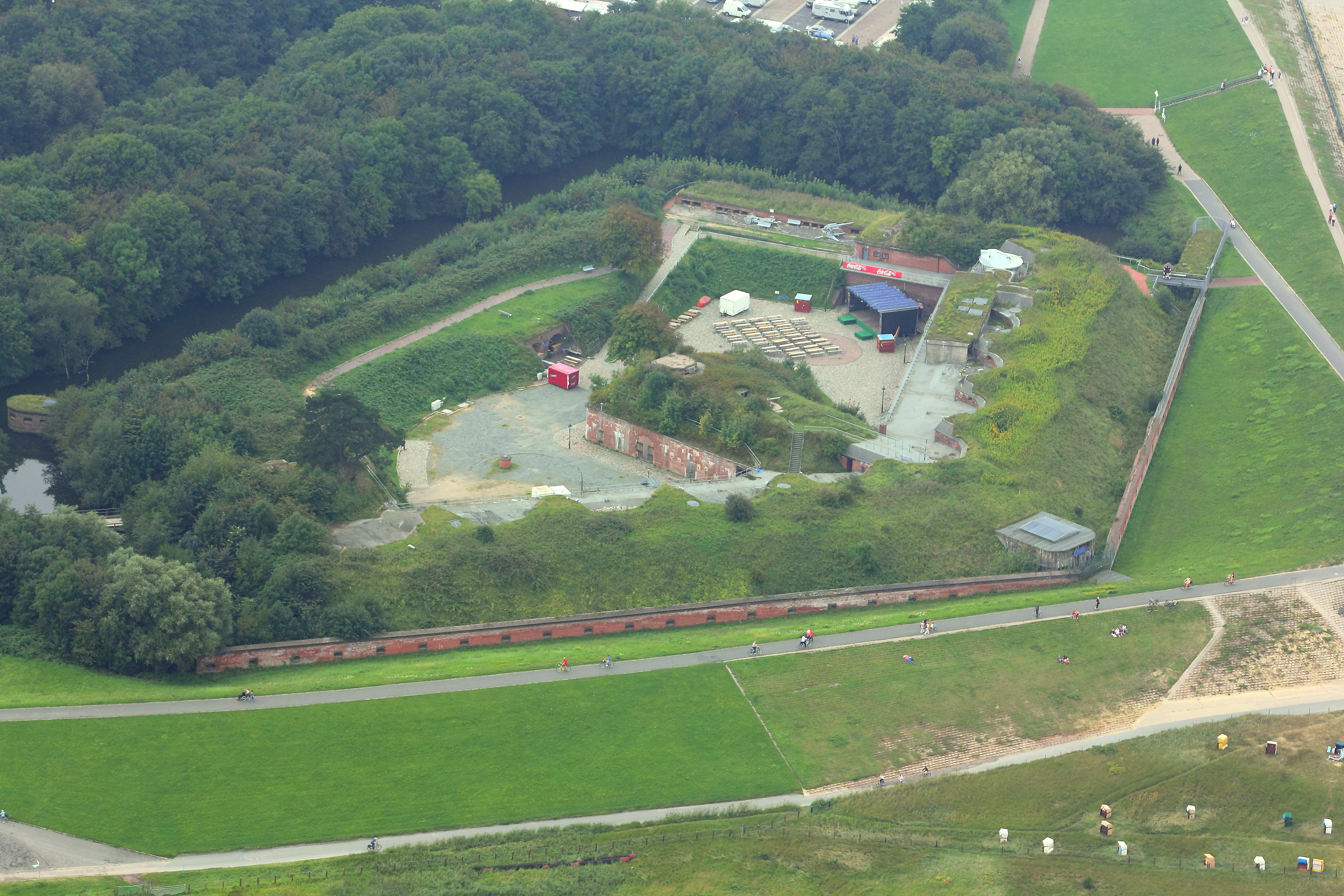
クーゲルバーケ要塞

- アルテンヴァルトの荒れ地

### 演劇
- クックスハーフェンの市立劇場は約30年前から専属のアンサンブルを持たずに運営されている。この他の劇場としては、「デーザー・シュペールデール」やシュテルテベーカー野外劇場がある[26]。
- クーゲルバーケ要塞は19世紀後半からの歴史的な海洋防衛施設である。この要塞へはガイド付きでのみ訪れることができる。2009年からここでシュテルテベーカー野外劇場が運営されている[27]。

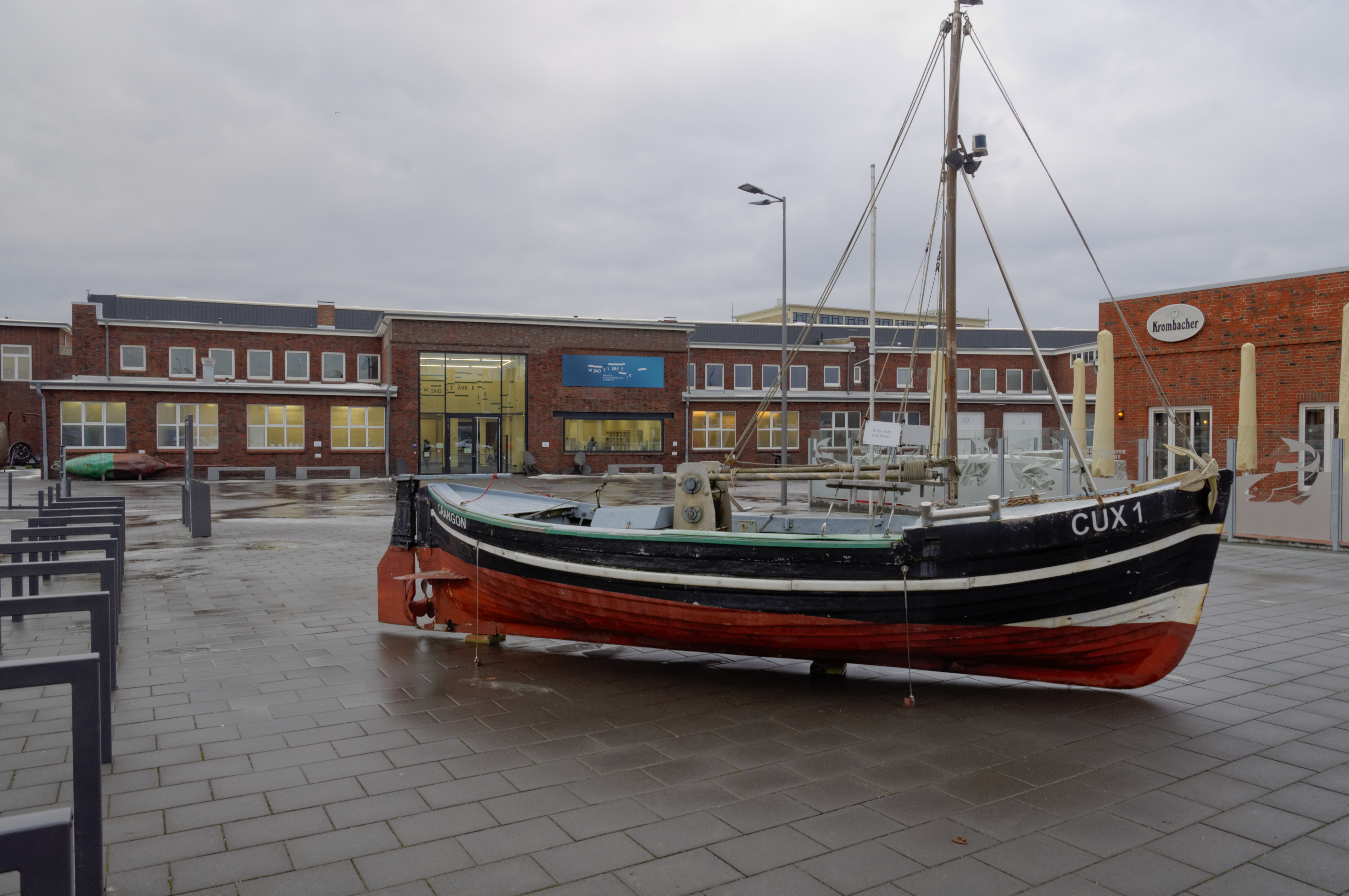
ヴィントシュテルケ 10 - 廃船およびクックスハーフェン漁業博物館

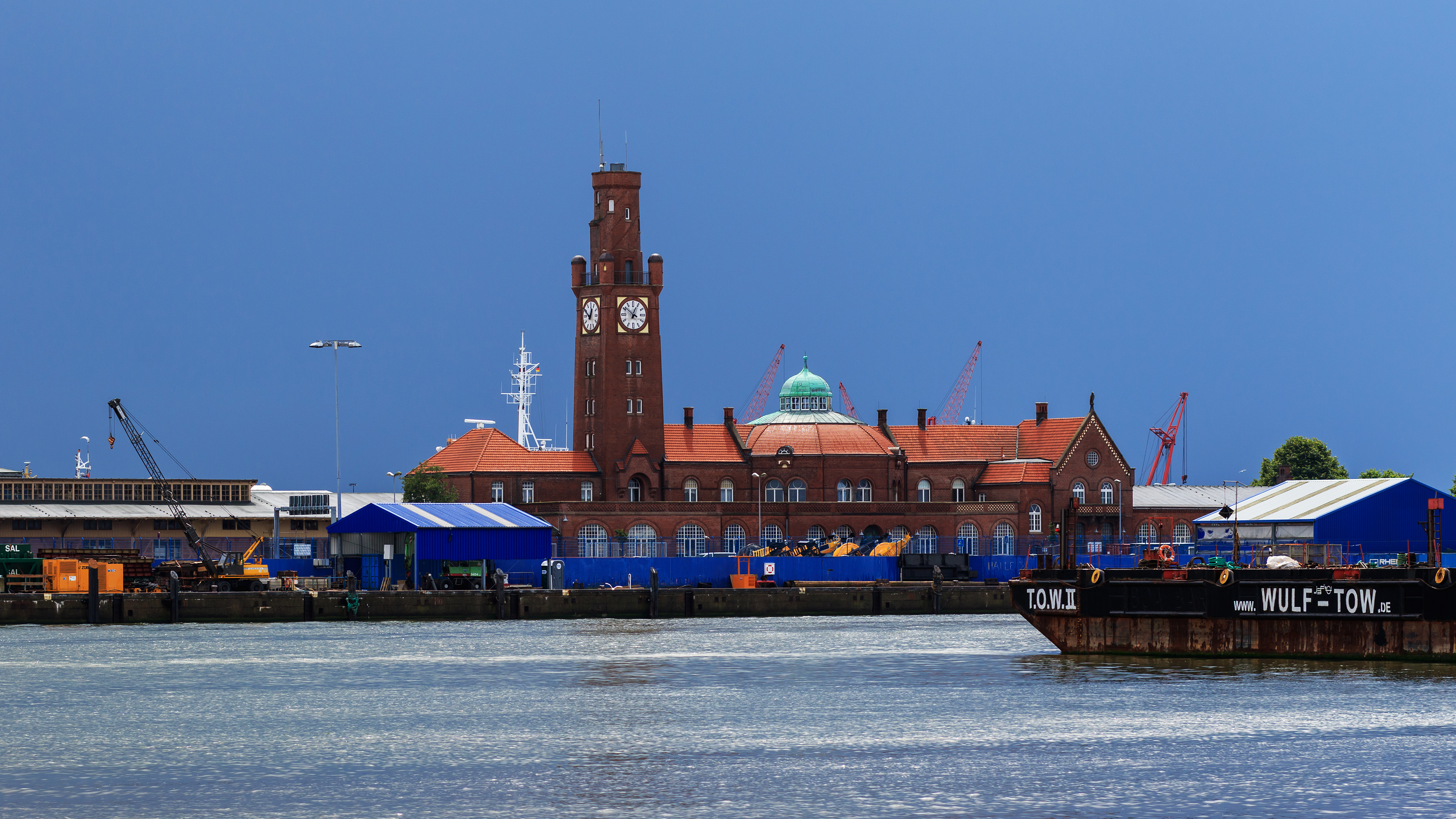
ハパク＝ハレン

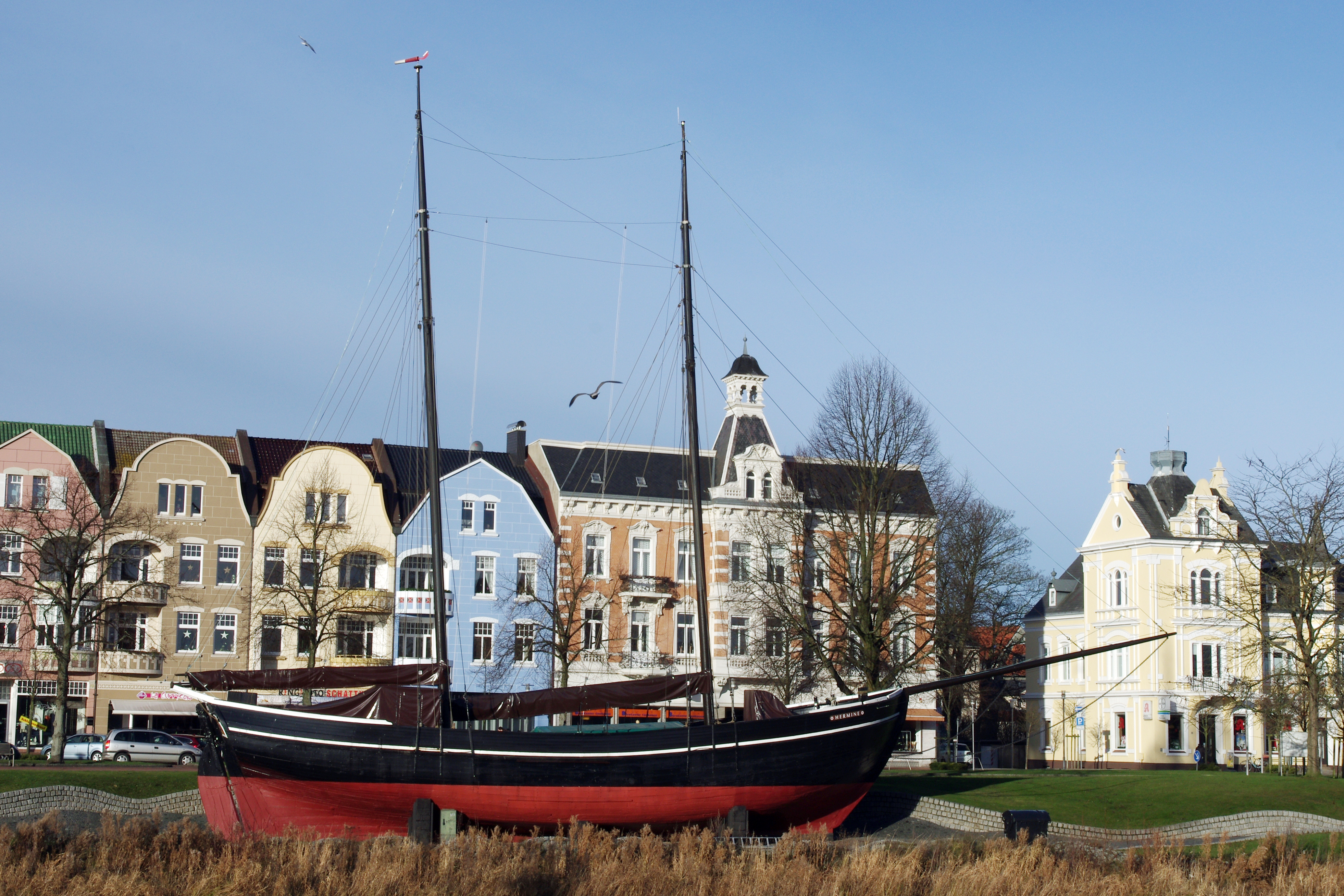
ヘルミーネ

### 博物館
- 「ヴィントシュテルケ 10 - 廃船およびクックスハーフェン漁業博物館」は漁港の魚を水揚げする埠頭の歴史的な環境に位置している。総面積約4000 m2 に海上航行への挑戦と危険が展示されている。たとえば大規模な外洋トロール漁船団のアイスランドへの漁獲行などを手がかりに、船室の狭さ、通信室での暗号解読、漁船での重労働やそれに伴う数々の危険について展示がなされている。「持続的漁業」といったテーマもこの博物館で扱われている。この他、海難救助、北海やエルベ川での難破船捜索、特に子供や若者に特化した特別な展示方針に重点が置かれている。漁業に関する重点は、1つは漁獲そのものであり、最小の丸木舟を用いた小規模なカッターによる漁業にまで遡る外洋船団による外洋漁業の歴史であり、もう1つはその後の魚の加工についてである。この博物館は、漁業基地としてのクックスハーフェンの繁栄と衰退、漁師とパイロットとの結びつきに関する情報も提供している[28]。
- シュナイデミューラー郷土室は、ヒンターポンメルン（ドイツ語版、英語版）のシュナイデミュール市（現在のピワ）に関する文物を展示している。
- 市立博物館は、リッツェビュッテルの水運、港湾および民兵の歴史や19世紀の市民文化に関するコレクションである。ドイツ帝国海軍から現在のドイツ連邦軍まで時代の旅をたどることができる。
- アルテンブルーフの U-ボート・アーカイブは、U-ボート建造の歴史に関する写真、文献、展示品が紹介されている。
- クックスハーフェン芸術協会は、規約に基づき、質の高い現代ビジュアルアートの開発、展示、委嘱およびその仲介を行っている。
- 一部が14世紀に建設されたリッツェビュッテル城は、この地域に現存する北ドイツ・レンガ造バロック建築のうち最も古い世俗建築の1つであり、現在は入場することができる。この城館の防衛施設は時代とともに大部分が破壊され、現在は城館庭園にその断片が見られるだけである。
- ハパク＝ハレンはクックスハーフェンの歴史的な移民施設である。この建物は現在もアメリカ駅（クックスハーフェン駅の一部）とともにクルーズ客の通関に利用されている。
- 「ビュルガーマイスター・オスヴァルト II」はエルベ河口最後の有人消防艇（エルベ 1）である。この船は、現在も航海に耐えうるため、様々な祝祭時にゲストを乗せて北海沿岸を航行している。希望により、小さな士官食堂を戸籍役場として利用することも可能である。
- ヘルミーネは1904年に建造されたスクーナーである。この船は、このタイプの完全な木造船として現存するドイツ唯一の例である。この船は海洋文化財としてシュロイゼンプリールにあり、外観を観ることができる。

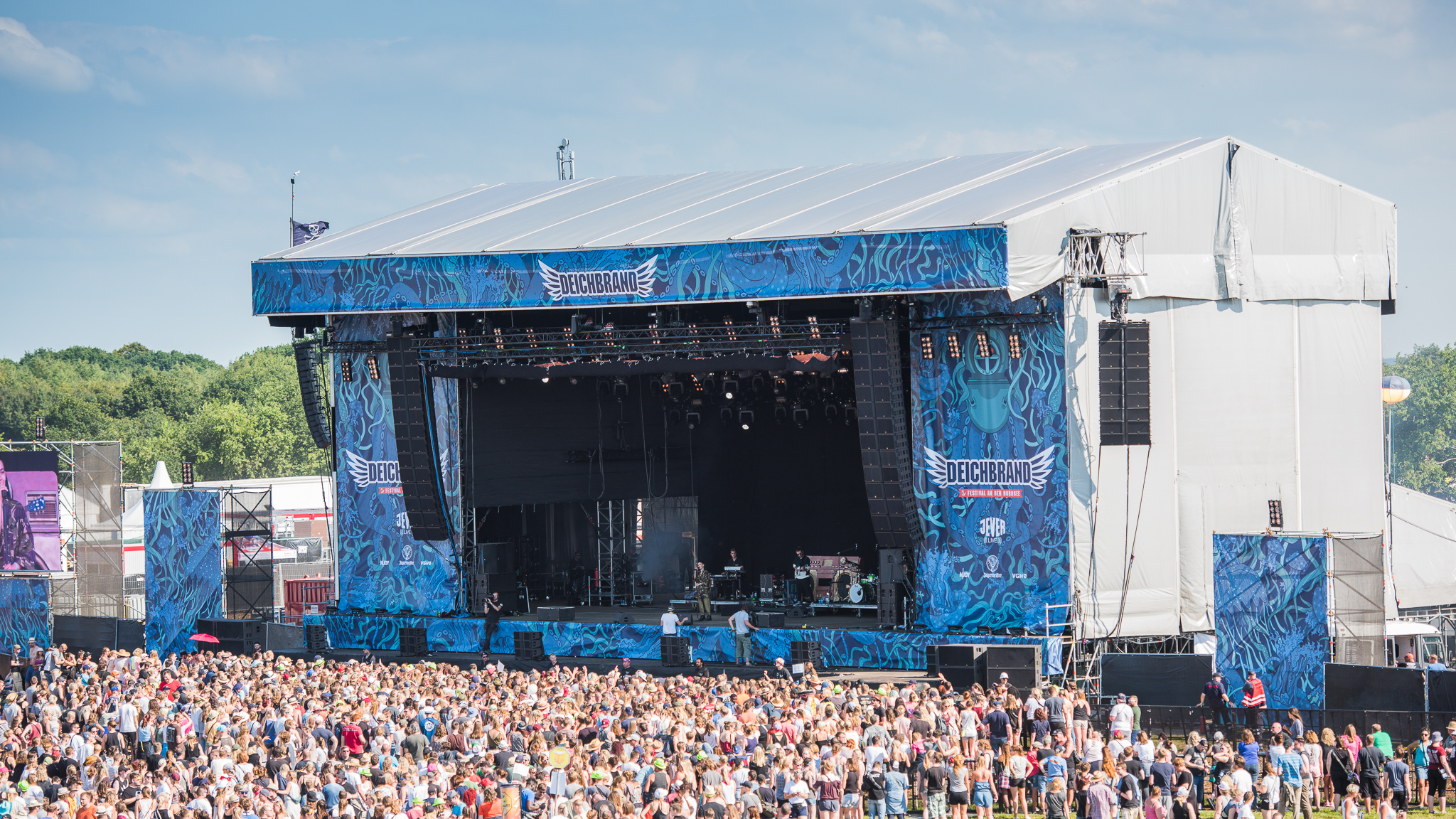
ダイヒブラントのステージの1つ（2017年）

### 音楽
クックスハーフェンには、たとえばクックスハーフェン・シャンティーコーラス、クックスハーフェン・ローツェンコーラス、ゾールンボルガー・ビュットペダー、ゼーマンスコール・エルベ 1 などがある。いずれの合唱団も夏季には定期的にクアコンサート＝イベントに出演している。
2005年から毎年クックスハーフェンでロックフェスティバル「ダイヒブラント」が開催されている。

### 年中行事
保養地であったことから、クックスハーフェンでは毎年開催されるイベントが数多くある:
- クックスハーフェンの港の日 - 旧漁港
- 「海辺の夏の夜」 - グリンマースヘルンブフト - ショープログラムや打ち上げ花火がある
- ドゥーナー干潟レース（下記参照）
- シャンティーコールフェスティバル
- 「ビーチ＝イベンツ」（スポーツイベントの項参照）
- クックスハーフェン中世スペクタクル - クーゲルバーケ要塞
- ダイヒブラント - 海辺のロックフェスティバル[29]
- 「シュパールカッセン・シティー・マラソン・クックスハーフェン」[30]
- シュテルテベーカー野外劇場 - クーゲルバーケ要塞
- 「FluHaRe」クックスハーフェン/ノルトホルツ空港レース、9月第2週末

### スポーツ

#### スポーツ施設
- シュターディオン・カンプフバーン 観客席 6,000席
- ヘルマン＝アルマース＝ハレ、ヘルマン＝アルマース通りの両側
- シュターディオン・シュトリヒヴェーク
- グロデナー・シューレ前のスポーツ広場
- ベートーヴェンアレー屋内プール
- ベートーヴェンアレー円形体育館
- アーベントロートシューレ体育館
- ブライケンシューレ体育館
- リューディングヴォールトシューレ体育館
- ジューダーヴィシュ・シューレ体育館
- VGH シュターディオン・アム・メール、センター・コート

#### スポーツイベント
- 2011年まで毎年夏に世界中から参加者がある「EWE アスレチックス」が開催されていた。世界チャンピオン、ドイツ/チャンピオンの幾人かはクックスハーフェンで決定した。
- 2007年から3月最終週または4月第1週の週末にシュパールカッセン・シティー・マラソン・クックスハーフェンが開催される。スタートとゴールはケンメラール広場である。マラソンの他に、ハーフマラソン、10 km のコースが用意されている。また、後継者育成のために子供用コースが用意されている[30]。
- 「ビーチ・イベンツ」はよく知られている。週末ごとに一連のスポーツ種目が交替で行われる。たとえば、ビーチバレーボール、サッカー、ハンドボール、バスケットボールや、ラグビーも開催される。数年前からクックスハーフェンでビーチバレーボールおよびビーチハンドボールのドイツ選手権が開催されており、2006年にはヨーロッパ選手権も開催された。いずれのスポーツ種目もセンター・コートおよび海岸の9つのスポーツフィールド「シュターディオン・アム・メール」で開催される。

#### クラブ（抜粋）
- SV ロート＝ヴァイス・クックスハーフェン、1990年創設のサッカークラブ、ロイトヴァイン通り1番地、母体となったクックスハーフェナー SV とアイントラハト・クックスハーフェンは1960年代に地域を超えて活躍した。競技場はカンプフバーンである。
- ロート＝ヴァイス・クックスハーフェン・バスケットボール
- スポーツ＝クラブ・シュヴァルツ＝ヴァイス・クックスハーフェン、フェルトヴェーク 66/68
- SV ブラウ＝ゲルプ・クックスハーフェン・フォン 1934
- スポーツ＝クラブ SGG イン・クックスハーフェン
- シュヴィムクルプ・ネプトゥーン・クックスハーフェン（水泳クラブ）
- クックスハーフェンのケーゲルクラブとミニゴルフクラブはブンデスリーガ1部で活動している。
- トランス＝オーシャン (TO)、バーンホーフ通り

#### ドゥーナー干潟レース
ドゥーネンでは100年以上前から夏（7月/8月）の日曜日の干潮時に、騎馬レースの「干潟レース」が開催される。このイベントには3万人から4万人が見物に訪れる。レースは多彩なイベントプログラムを伴っている。そうしたサブプログラムのハイライトには、パラシュート降下、海軍第3航空戦隊 グラーフ・ツェッペリン (MFG 3) の上空飛行、ニーダーザクセン州ツェレ馬飼育場からの雄馬のプレゼンテーションがある。

#### 釣り場
- アルテンヴァルト釣り公園: コイ、ウナギ、ブラウントラウト
- グーデンドルファー・ゼー（アルテンヴァルデ地区）: パイクパーチ、ブラウントラウト、タイセイヨウサケ
- ヴェールドルフのハーン・アム・ブリンク: ウナギ、ヨーロピアンパーチ、ブリーム、ブラウントラウト、ノーザンパイク、コイ、ヴァイスフィッシュ（小型のコイの仲間の総称）
- アルテンブルーヒャー運河、ブラーケ: ウナギ、ヨーロピアンパーチ、ブリーム、ブラウントラウト、カワカマス、コイ、ラッド、ローチ、ヴァイスフィッシュ、パイクパーチ
- エルベ川下流: ウナギ、タイセイヨウニシン、キュウリウオ、プレイス

### 名物料理・食材
ヨーロッパエビジャコや、北海で獲れ、新鮮なまま、あるいは燻製にして販売される様々な魚類（たとえばタイセイヨウサバ、タイセイヨウダラ、コダラ、ホワイティング、シロイトダラ、プレイス、ニシアンコウ、ササウシノシタ（シタビラメの仲間）など）が名物食材である。

## 経済と社会資本

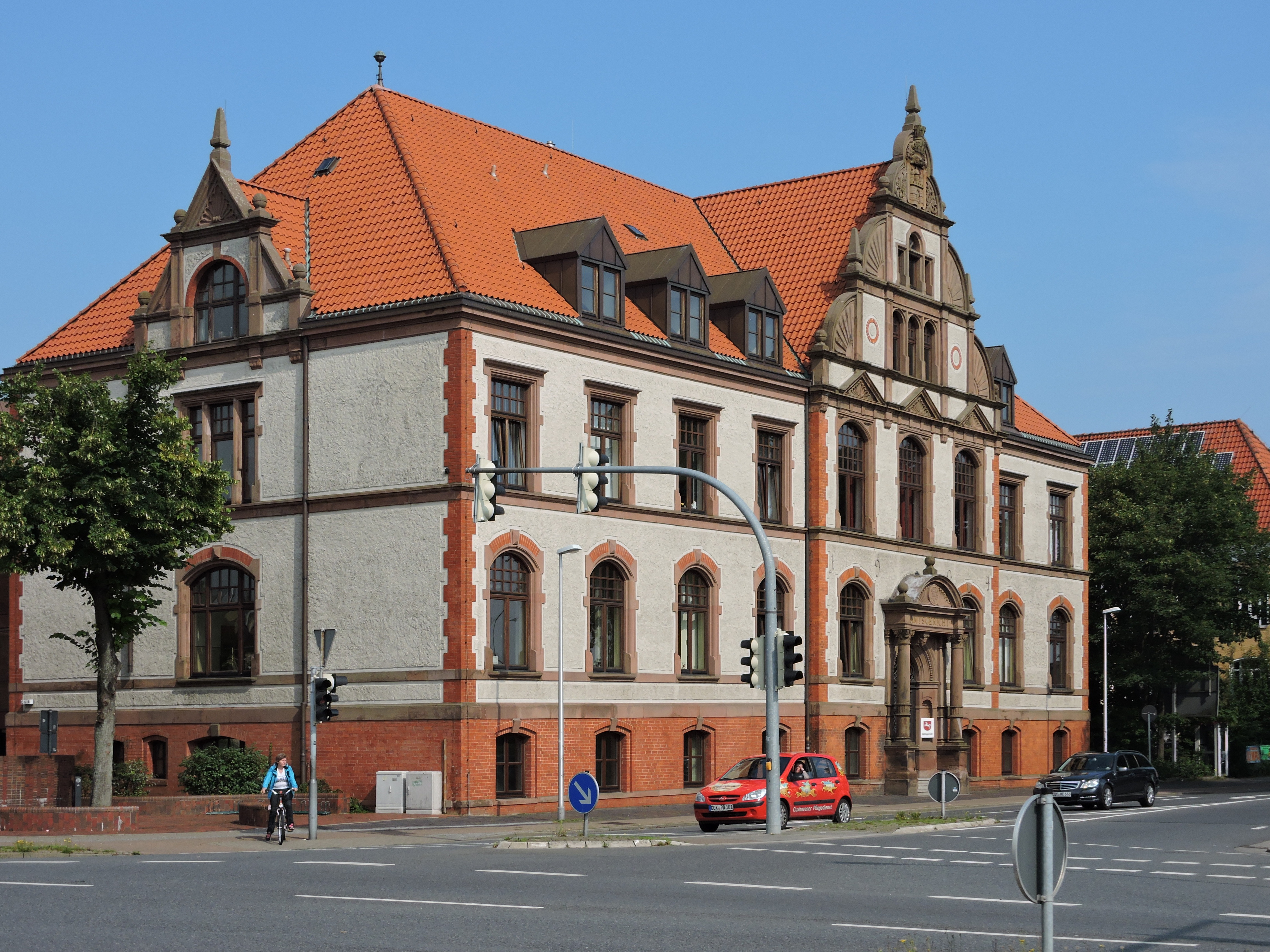
クックスハーフェン区裁判所

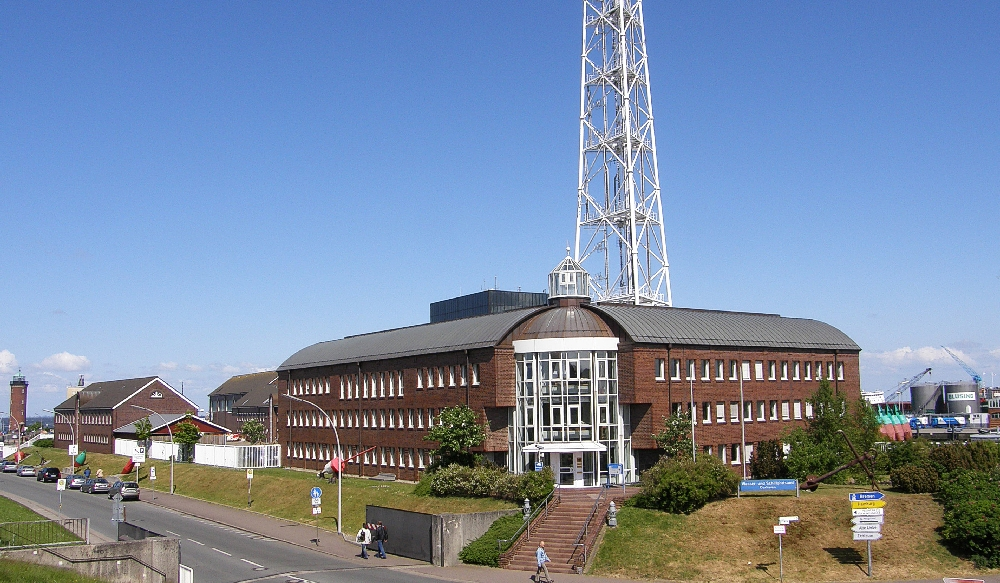
クックスハーフェン水路・船舶交通局

### 公共機関
- 市役所、ラートハウス広場1番地
- クックスハーフェン郡の郡役場、フィンツェント＝リューベック通り2番地
- クックスハーフェン区裁判所
- クックスハーフェン郡労働者福祉事業連合会、ヴェスターヴィッシュヴェーク 89番地
- クックスハーフェン消防署、シュール通り3番地
- グートテンプラー・ソーシャルワーク・クックスハーフェン、シュトリヒヴェーク85番地
- ヘリオス・クリーニケンのクックスハーフェン病院（旧市立病院）
- パリテティシャー福祉事業連合クックスハーフェン、キルヒェンパウアー通り1番地
- クックスハーフェン水路・船舶交通局 (WSA)、北海におけるドイツの経済的排他水域内、エルベ川河口域、ザンクト・マルガレーテンまでのエルベ川下流域の航行の安全と迅速化を、海洋標識の維持管理を含めて管轄している。
- ハヴァリーコマンドは、2007年1月1日に最適化されたネットワークとして始動した海洋安全センター (MSZ) の構成要素であり、連邦および5つの海岸沿いの州を統括している役所である。2017年1月、WSA の建物の近くに約2350万ユーロを費やした海洋安全センターの新しい建物が連邦交通大臣によって公式に開所した[32]。
- クックスハーフェンの連邦軍駐屯地: アルテンヴァルデには2013年まで旧ヒンリヒ＝ヴィルヘルム＝コプフ兵舎内に連邦軍の民間教育サポートセンター (ZAW) があった。それ以前はここに第74機甲大隊が駐屯していた。

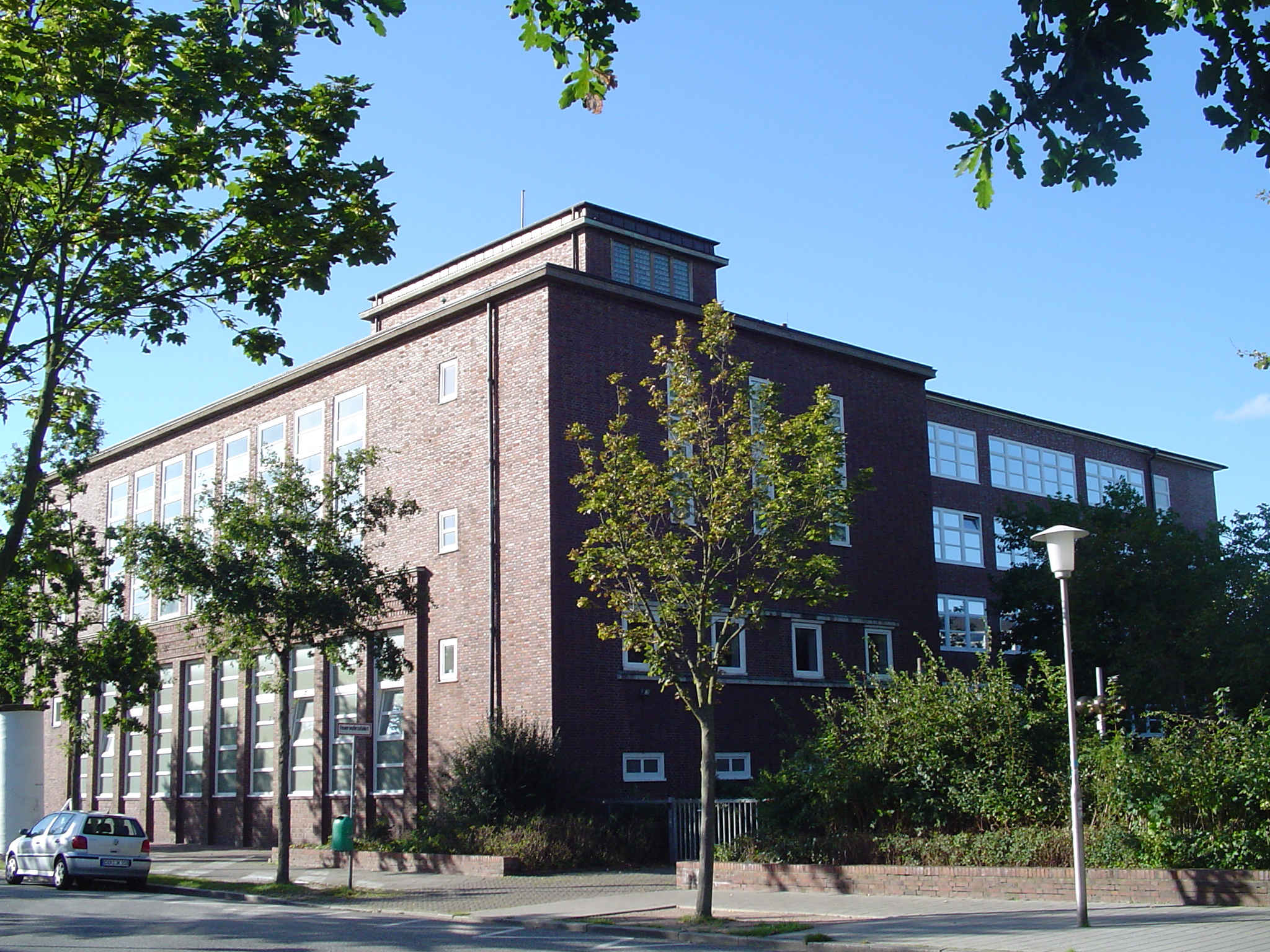
リヒテンベルク＝ギムナジウム・クックスハーフェン

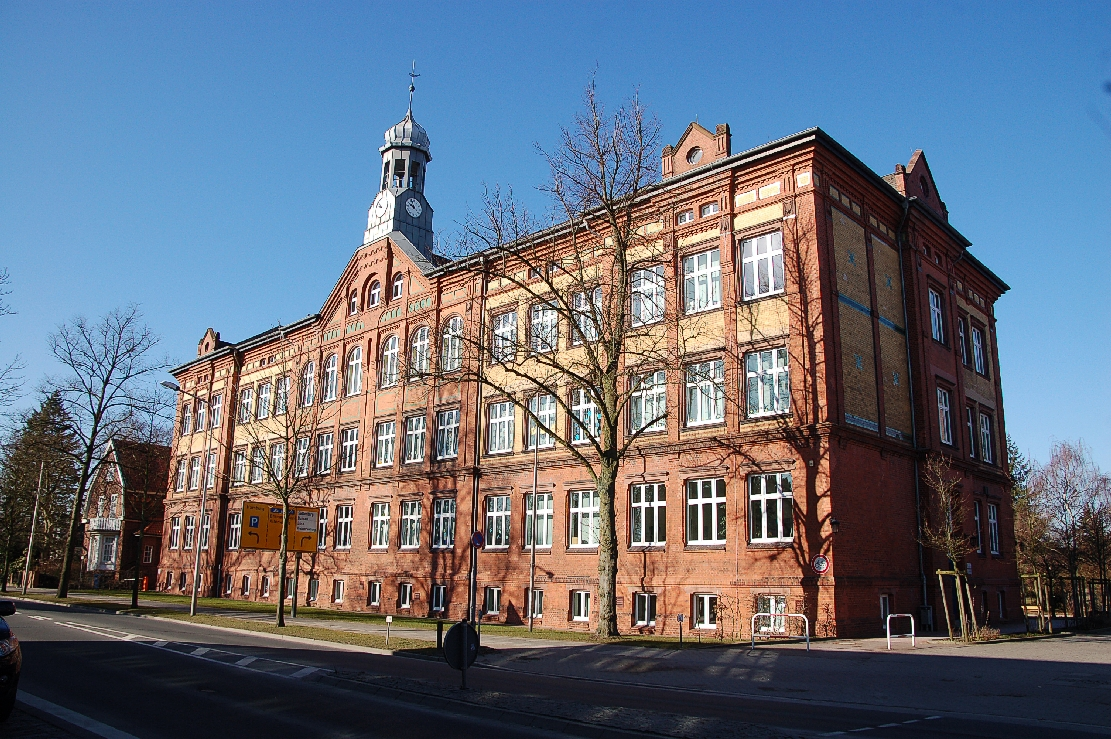
アマンドゥス＝アーベントロート＝ギムナジウム

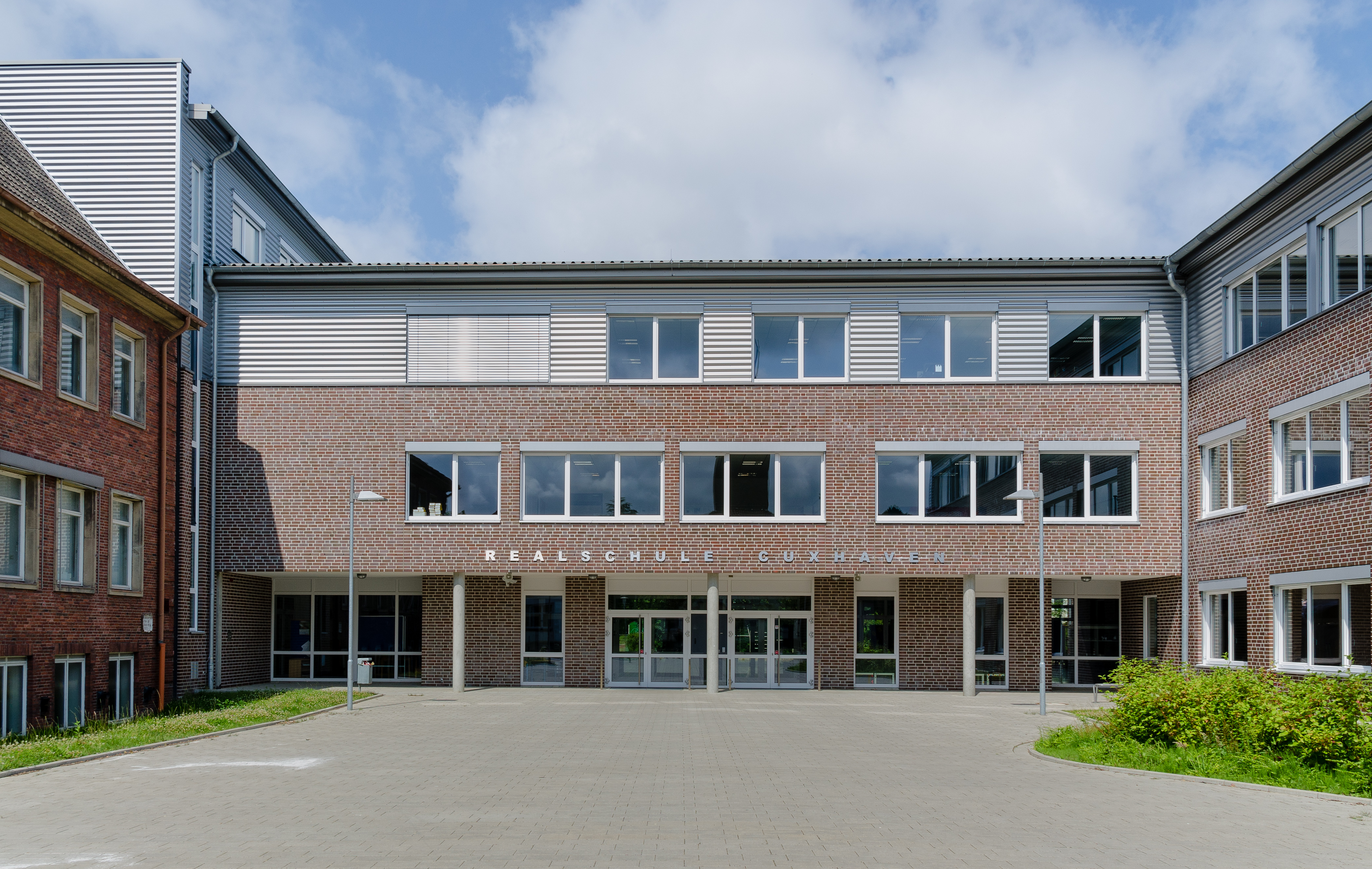
クックスハーフェン実科学校

- 連邦警察

### 教育
| - 職業訓練学校 - クックスハーフェン職業訓練学校 - ギムナジウム - リヒテンベルク＝ギムナジウム・クックスハーフェン - アマンドゥス＝アーベントロ＝ギムナジウム - 実科学校 - ゲシュヴィスター＝ショル＝シューレ・アルテンヴァルデ - クックスハーフェン実科学校 - 本課程学校 - アルテンブルーヒャー・シューレ - ブライケンシューレ - デーザー・シューレ - ジューダーヴィシュ＝シューレ - 基礎課程学校 - アーベントロートシューレ - アルテンブルーヒャー・シューレ - デーザー・シューレ - フランツェンブルガー・シューレ - ゴルヒ＝フォック＝シューレ - グロデナー・シューレ - リューディングヴォールター・シューレ - マンフレート＝ペルカ＝シューレ - リッツェビュッテラー・シューレ - ザーレンブルガー・シューレ - ジューダーヴィシュ＝シューレ | - 養護学校 - シューレ・アム・メール（重点: 精神発達） - ヴィッヒェルンシューレ - 専門学校 - クックスハーフェン州立海運学校 - その他の学校、セミナー - クックスハーフェン市民大学 - 職業訓練所カーデンベルゲ・シュターデ、クックスハーフェン校 - ニーダーザクセン経済訓練所クックスハーフェン - ニーダーザクセン市民大学訓練所クックスハーフェン - 自由ヴァルドルフ学園 - 基礎課程・本課程・実科学校教員のための学習セミナー - ギムナジウム教員のためのシュターデ学習セミナーの分校 |

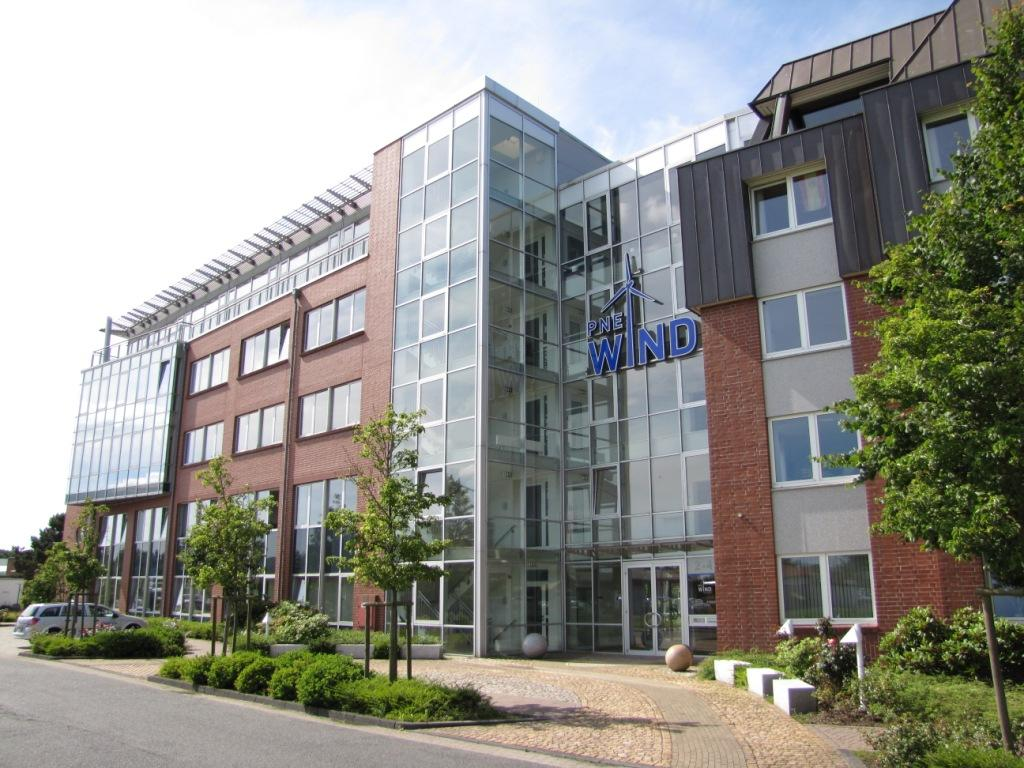
PNE WIND AG

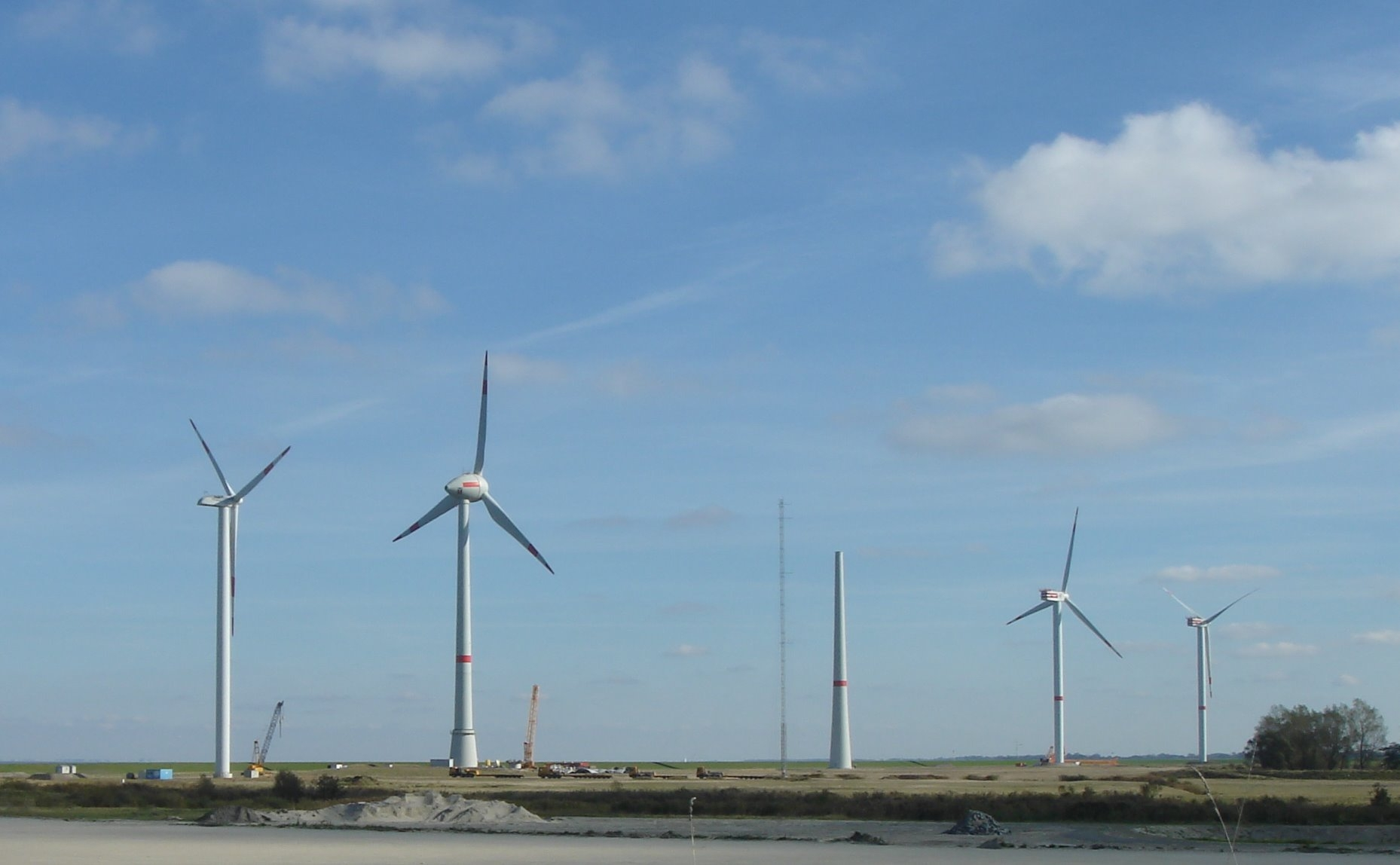
オフショア風力エネルギー試験場

### 企業
クックスハーフェンはエルベ川河口に位置することから、積み替え、倉庫、流通業者があり、またオフショア風力発電の基地港となっている。
クックスハーフェンには、たとえば1995年に設立された PNE WIND AG（2009年以前はプラムベック・ノイエ・エネルギーエン AG と呼ばれていた）をはじめとする多くの重要な工業系企業、旅行業者、港湾業やその周辺業者（たとえば魚市場など）がある。連邦軍もクックスハーフェンの経済ファクターの1つである。
風力エネルギーのオフショア基地への拡充は、クックスハーフェンおよびその周辺地域の経済力強化のチャンスとされた。港湾地区には、完全に組み立てられたオフショア施設やそのコンポーネントを積み蹴るための重量品用埠頭がある。エルベ川沿いのオフショア風力エネルギー試験場では風力エネルギー施設のプロトタイプが試験され、検証されている。シーメンス・ガメザは2017年に大きな製造ホール (360 × 160 m) とオフィス棟を持つ風力タービン工場をエルベ川沿いに建設し、ここで 8 MW の出力を有する風力エネルギー施設を製造している。
風力エネルギーの生産量が高いクックスハーフェン地域では、「eTelligence」モデルとして、再生可能エネルギーの比率が高い電力網の制御が研究されている。
観光業の始まりは、当時の市長アマンドゥス・アーベントロートが海水浴場を開設した1816年に遡る。1964年以降クックスハーフェンは州指定の海浜保養地となり、クックスハーフェン・レジャー地域の中心となった。年間延べ300万泊以上の宿泊客があるクックスハーフェンは現在、ドイツの保養地の先頭に立っている。保養産業の進展を担っているのはノルトゼーハイルバート・クックスハーフェン GmbH（旧クールフェアヴァルトゥング）で、その本部はドゥーネンの保養地管理事務所内にある。観光施設、スポーツ・レジャー施設、文化的催しを背景にこの街は、住民や訪問客からレジャーおよび生活の質が比較的高いと評価されている。

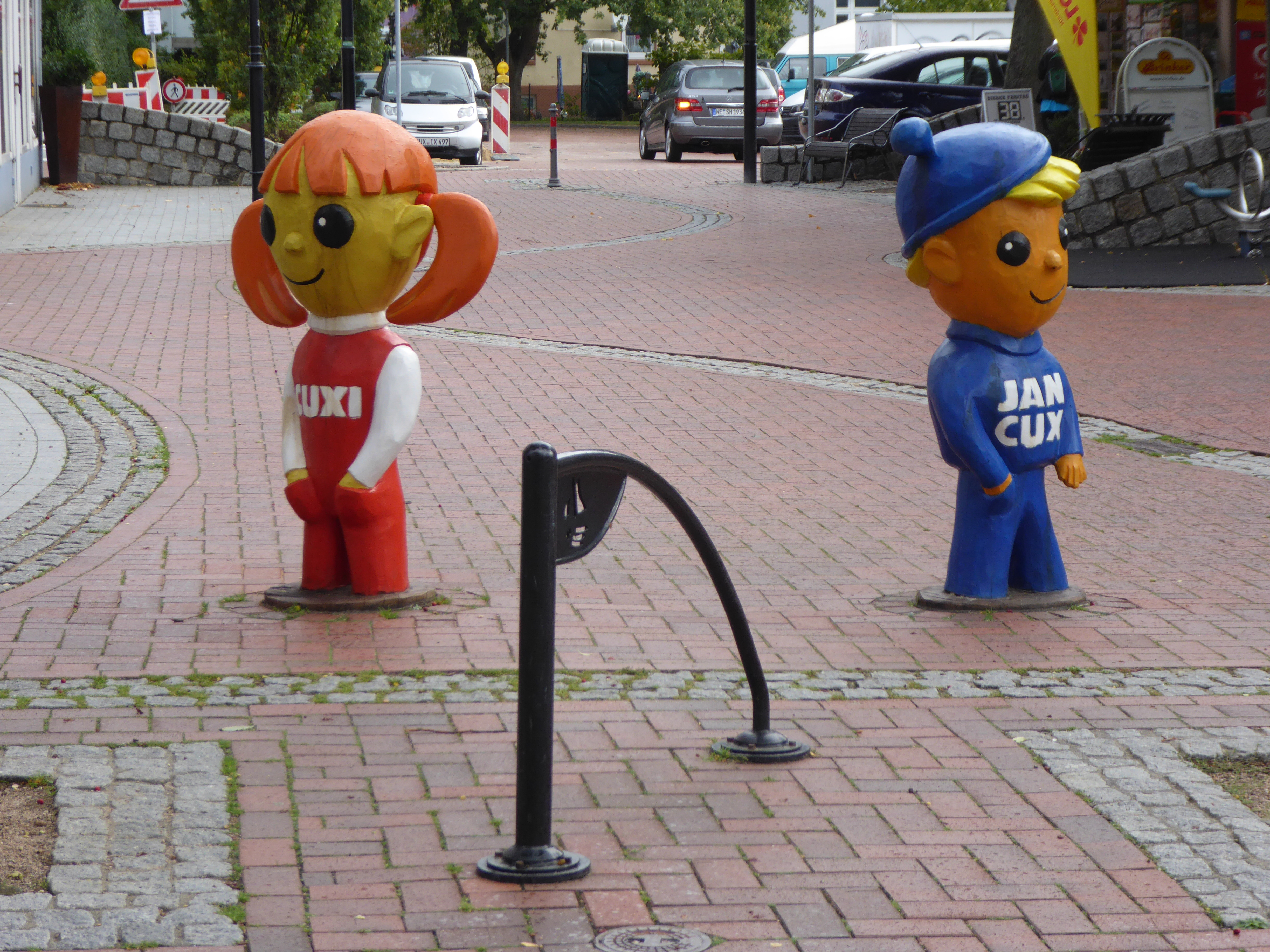
クックスハーフェンのマスコット「クッキシ」（向かって左、ここでは赤毛）と「ヤン・クックス」

1973年3月13日にノルトゼーハイルバートは、それまでのマスコット「ニクセ」から、地元在住のグラフィックデザイナーのクルト・モルデンハウアーがデザインした「ヤン・クックス」に交替させた。これは青いセーラー服を着たブロンドのコミック・キャラクターである。1973年7月にこのキャラクターに、「クッキシ」という名のペアとなるキャラクターが創られた。こちらは、やはりブロンドだが、赤いセーラー服を着ている。毎年約25万枚のステッカーが印刷され、配布されている。
クックスハーフェンでは、観光・保養地域は明らかに工業地域と空間的に分けられている。観光の重点は、市の西部に位置する3つの保養地デーゼ、ドゥーネン、ザーレンブルクである。その海岸地域は保養滞在税が課される。また、観光資源は、クックスハーフェン中核市区、特にグリンマースヘルン、ローツェン街、リッツェビュッテルにある。保養地区のドゥーネンには、体験プール「アホイ！」がある。この施設は、1970年代の増改築によって、海水の波立つプールが設けられた。
クックスハーフェンは、地域利用計画の意味においても重要で、中級中心都市の機能を超えた役割を担っている。
漁業の衰退と連邦軍駐屯地の急速な縮小によって厳しさを増し、停滞した経済構造変化によってクックスハーフェンは2015年に3億3千万ユーロの負債を抱えた: 2014年の住民1人あたりの負債額がニーダーザクセン州で最も高い自治体であった。
クックスハーフェン市は、財政的に弱体な自治体を安定化させるために自治体と州が共同で提供する連帯基金から、総額1億8750万ユーロの債務援助を受けた。これはそれまでにニーダーザクセン州が行った債務援助のうち単独のものとして最大であった。

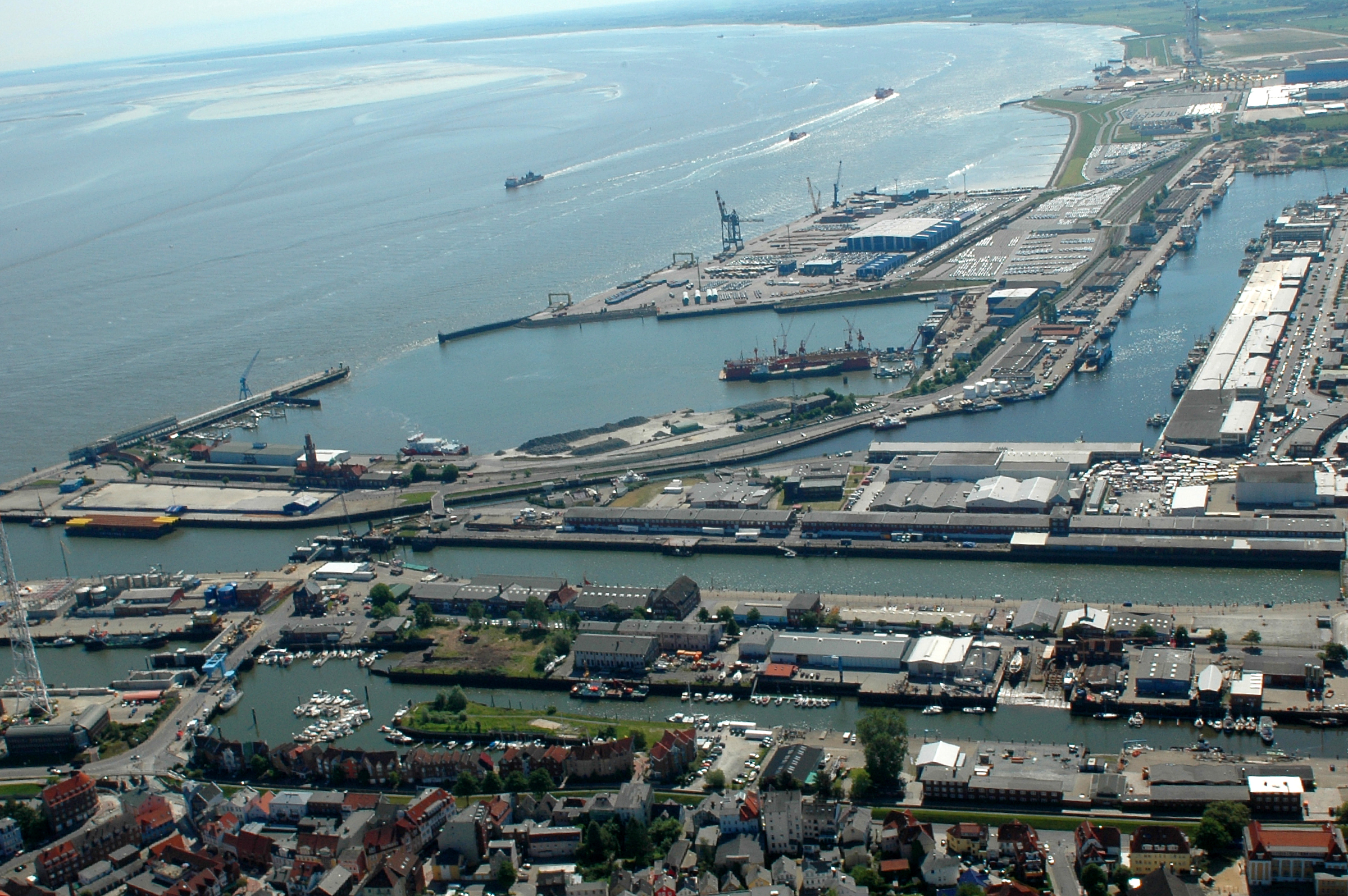
クックスハーフェン港の全景

### 港と海上交通施設
漁業はクックスハーフェンにおいて長い伝統を有している。漁港は1908年に創設された。クックスハーフェンは現在でもブレーマーハーフェンと並ぶドイツの重要な漁業基地である。漁業は衰退したが、それでもクックスハーフェンに 35社、約1,000人が漁業に就いている。近海でのシャコ漁用の小さな船の他、外洋で漁を行うDFFU（ドイツ業業連合）のトロール船およびクッターフィッシュ＝ツェントラーレ（小さな遠洋業業会社）の外洋向き漁船がクックスハーフェンから漁に出る。

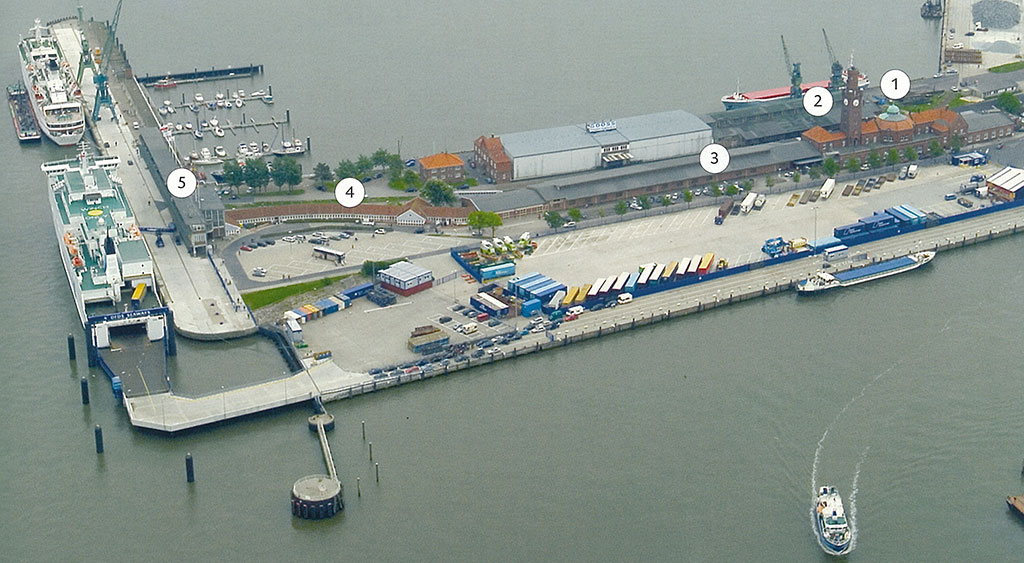
シュトイベンヘフトとハパク＝ハレン。1. クッペルザール、2. ハパク塔、3. ツォルハレ（税関）、4. ゲデックター・ガング、5. シュトイベンヘフト

シュトイベンヘフトはクックスハーフェンの埠頭の1つである。元々は（ハパク＝ハレとともに）移民用に建設されたこの施設は現在、主にクルーズ船の停泊地として利用され、RO-RO船も利用できる。ここにあるアメリカ駅は鉄道網に接続する独自の引き込み線を有している。
旧漁港は、2017年初めにニーダーザクセンのニーダーザクセン港湾運営会社からクックスハーフェン・プラムベック・ホールディングに売却された。これにより北海埠頭では、さらに400 m の埠頭施設に電力が供給され、シャコ漁のカッターが利用できるようになることが保証された。こうした港湾地区は観光や飲食目的に利用され、拡充されている。

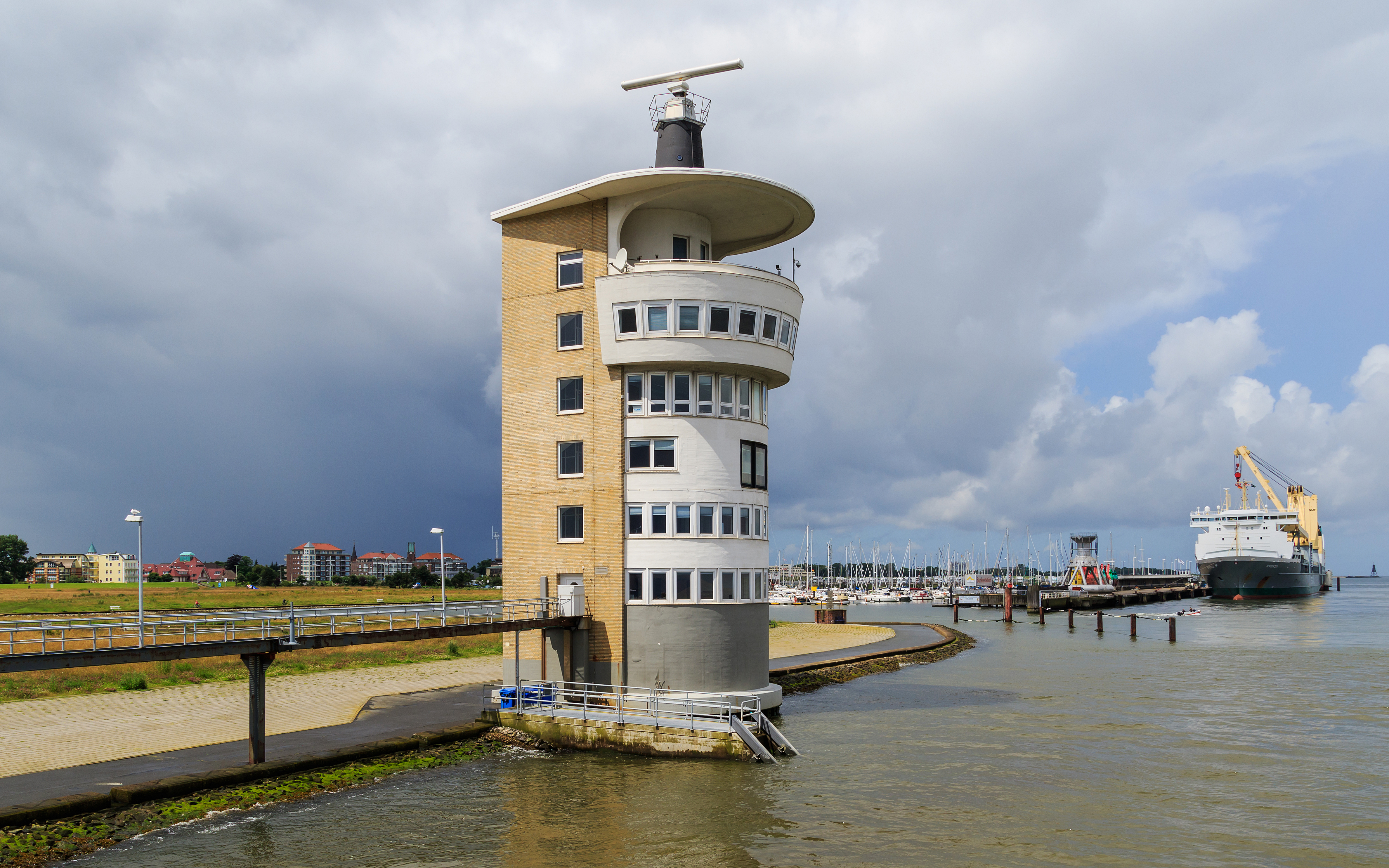
クックスハーフェン港コントロールタワー

クックスハーフェン市やその周辺地域のさらなる経済発展にとって極めて重要なのが、1997年に運用開始された水深の深い港「クックスポート」である。この新しい港の土地は、1993年まで自由ハンザ都市ハンブルクのものであった。ハンブルクとの長く困難な協議の末、この土地がニーダーザクセン州の所有に移譲され、その後約1億4000万ユーロが新たな港湾施設建設に投資された。運営者は、ゼーフィッシュマルクト・クックスハーフェンの一部から設立されたクックスポート海港サービス GmbH であった。現在のクックスハーフェン多目的ターミナルは、レーヌス AG & Co. の子会社であるクックスポート GmbH (74.9 %) とハンブルクの HHLA (25.1 %) が出資して運されている。
主要業者は、Ro-Ro交通、新車の保管と海運、コンテナの積み替え、オフショア風力発電所の設備の保管と積み替えである。風力発電機のタワーパーツ、回転翼、マシンハウスなどの大きな部品も、ここで陸揚げされる。
2017年に海上交通では、259万トンの貨物が陸揚げされた（2016年: 284万t、2015年: 264万t、2014年: 270万t、2013年: 265万t、2012年: 280万t、2011年: 310万t）。
ヘルゴラント島へのフェリーは、旅客も貨物も、専用のターミナルがある。
港には、2017年に就航したドイツ海難救助協会 (DGzRS) の海難救助巡洋艦「アネリーゼ号」が駐留している。

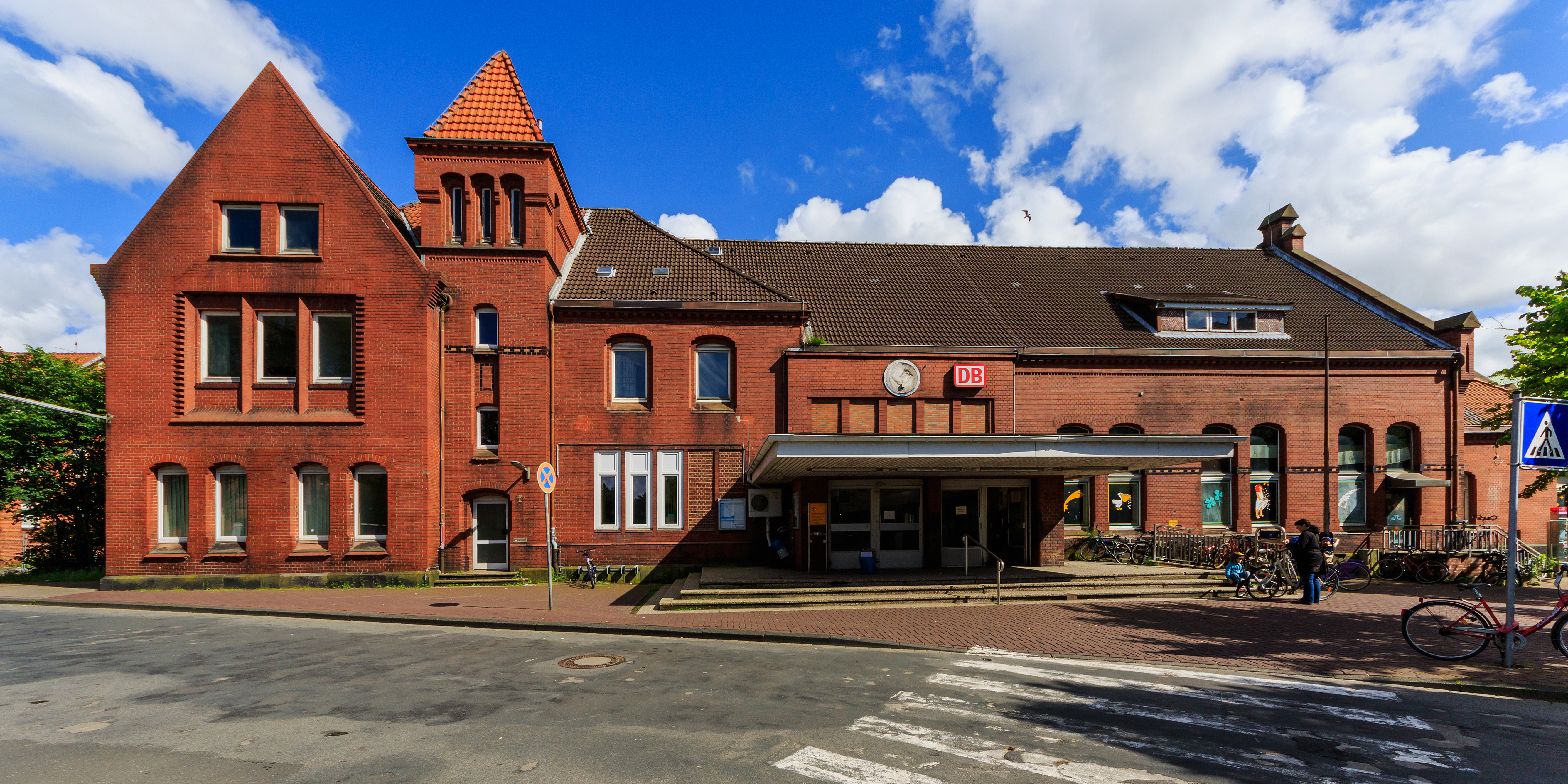
クックスハーフェン駅

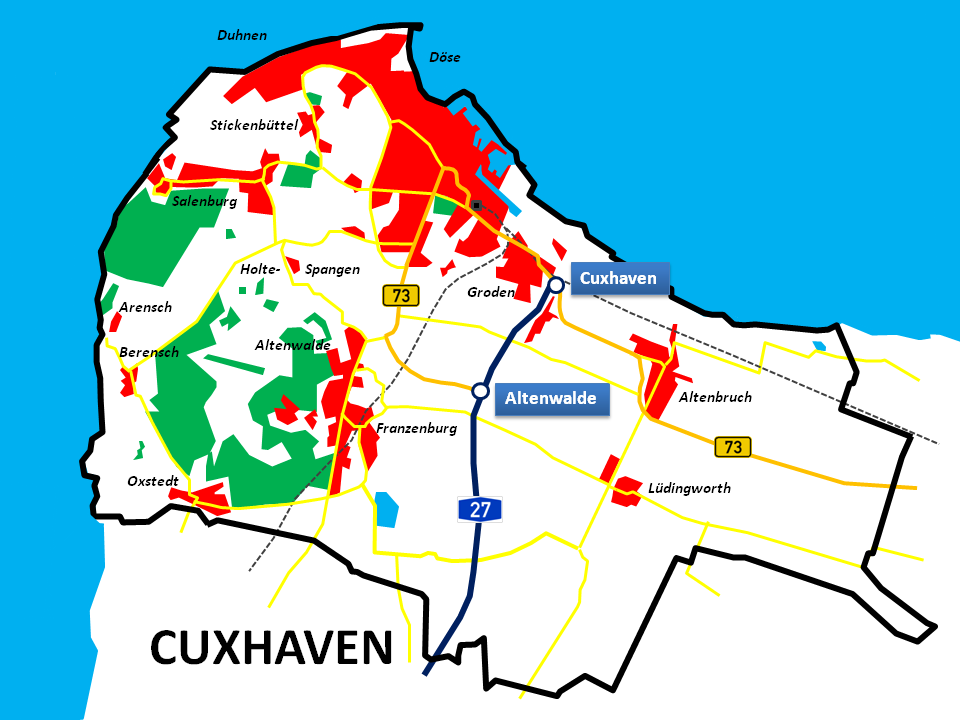
クックスハーフェンの交通網

### 交通
クックスハーフェン駅は、EVB が運営する鉄道ブレーマーハーフェン - クックスハーフェン線の列車（北海鉄道、日中は1時間間隔）や、シュタート・ウンターエルベ交通会社 mbH が運営するハンブルク方面からシュターデやヘムモールを経由してクックスハーフェンに至るニーダーエルベ鉄道の列車（運行間隔は同じ）が発着する。
クックスハーフェンへは、ブレーメン＝ブレーマーハーフェン方面からはアウトバーン A27号線が、ハンブルク方面からは連邦道 B73号線が通じている。クックスハーフェンはドレスデンを経由してシレジアに向かう帝国道 6号線、後の連邦道 B6号線の起点であった。
クックスハーフェンの約 10 km 南のノルトホルツ（ヴルスター・ノルトゼーキュステ町内）にノルトホルツ航空基地がある。クックスハーフェン郡はここにある「シー＝エアポート・クックスハーフェン/ノルトホルツ」の間接的な部分所有者である。
2005年11月初めまで、ドイツから北海を渡る最後のフェリーとしてイギリスのハリッジへのフェリーが運航していた。また、クックスハーフェンからは上述のヘルゴラント行きのフェリーが運航している。
1914年7月6日から8月2日まで、クックスハーフェンには、中央駅とクーゲルバーケ要塞とを結ぶ「カノーネンバーン」と呼ばれる路面電車が運行していた。現在クックスハーフェンは地方バスの出発点となっている。交通会社 KVG とマース・ライゼンの多くの都市バス路線が都市交通を担っている。
フリックスバスはクックスハーフェンからベルリンへの長距離バス（ベーヴァーシュテット、ブレーマーフェルデ、シュターデ、ハンブルク経由）を運行している。

### メディア
クックスハーフェンでは「クックスハーフェナー・ナハリヒテン」が刊行されている。この新聞は、近隣のオッテルンドルフで刊行されている「ニーダーエルベ＝ツァイトゥング」と同じクックスハーフェン＝ニーダーエルベ出版社 mbH & Co. KG が出版している。両紙とも、一般面はブレーマーハーフェナー・ノルトゼー＝ツァイトング出版社に本部を置くノルトゼー編集社が制作している。
また、ハンブルガー・アーベントブラットもクックスハーフェンで多く購読されている。1985年からフリーペーパー「クックスハーフェン・クリアー」がクックスハーフェンとノルトホルツ向けに、「ハードラー・クリアー」がザムトゲマインデ・ラント・ハーデルン、ザムトゲマインデ・ヘムモール、ザムトゲマインデ・ベルデ・ラムシュテット向けに刊行されている。これらは、2014年11月からは週末にも「クリアー・ツーム・ゾンターク」として刊行されている。1995年からコマーシャルペーパー「エルベ・ヴェーザー・アクトェル」 (EWA) が水曜日に、2014年10月からは日曜の夕方にも「EWAs ヴォーヒェンエンデ」としてクックスハーフェン郡北部全域で配布される。
クックスハーフェンでは、NDRのニーダーザクセン向け、ハンブルク向け、さらにはシュレースヴィヒ＝ホルシュタイン向けのプログラムが受信できる。ラジオ・ブレーメンのラジオプログラムもクックスハーフェンのニュースを放送しており、良好に受信することができる。さらに、ヒットラジオ・アンテネ、ラジオ ffn、ラジオ 21、ラジオ・ハンブルク、アルスターラジオ、ラジオ・シュレースヴィヒ＝ホルシュタイン (RSH)、デルタ・ラジオ、エネルギー・ブレーメンといった民営放送局も受信できる。

## 人物

### 出身者
- カールステン・ニーブール（1733年 - 1815年）アラビア探検家。リューディングヴォルト出身。
- エーリヒ・ファクツ（ドイツ語版、英語版）（1896年 - 1980年）政治家（ドイツ国家人民党）。戦後の短期間、占領軍政府の委託によりブレーメン市長を務めた。
- ヨーヒェン・フラーツ（ドイツ語版、英語版）（1963年 - ）ハンドボール選手
- グナー・ザウアー（ドイツ語版、英語版）（1964年 - ）サッカー選手
- レーナ・ペーターマン（ドイツ語版、英語版）（1994年 - ）女子サッカー選手

### ゆかりの人物
- バルトルト・ハインリヒ・ブロークス（ドイツ語版、英語版）（1680年 - 1747年）作家、詩人。リッツェビュッテルの官吏を務めた。
- ヨハン・レプソルト（1770年 - 1830年）精密機械技師、天文観測用器具の有名な工場を創設した。リッツェビュッテルで活動した。クックスハーフェンには。彼にちなんだレプソルト通りがある。
- ヨアヒム・リンゲルナッツ（1883年 - 1934年）作家、キャバレー俳優、画家
- ハンス・バイムラー（ドイツ語版、英語版）（1895年 - 1936年）政治家、国会議員
- ゲルハルト・ツッカー（ドイツ語版、英語版）（1908年 - 1985年）企業家、ロケット技師

## 関連文献
- Fritz Hörmann et al. (1995). Kulturstiftung der Kreissparkasse Wesermünde. ed. Flurnamensammlung Wesermünde – Die Flurnamen des Grundsteuerkatasters von 1876. Sonderveröffentlichungen der Männer vom Morgenstern, Heimatbund an Elb- und Wesermündung e. V.. 27. Bremerhaven: Männer vom Morgenstern Verlag. p. 5. ISBN 978-3-931771-27-0 （“デジタル版”. 2007年10月26日時点のオリジナルよりアーカイブ。2019年9月8日閲覧。）
- Förderverein Cuxhaven e. V., Hans-Heinrich Eilers, ed (2007). Cuxhaven – Eine Stadt im Jahre ihres Jubiläums 2007. Vechta: Vechtaer Druckerei und Verlag. ISBN 978-3-88441-237-4
- Ulf-Thomas Lesle; Nik Schumann (2014). Cuxhaven. Stadt achter’n Diek: Küstenlandschaft, Deichbau und ein großer Fluss im Wandel der Zeit (2 ed.). Cuxhaven: Rauschenplat. ISBN 978-3-935519-96-0

ニーダードイチェス・ハイマートブラット
- Peter Bussler (Juni 2016). Männer vom Morgenstern, Heimatbund an Elb- und Wesermündung e. V.. ed. “Vor 200 Jahren wurde Cuxhaven Seebad. Der Göttinger Philosoph Georg Christoph Lichtenberg gab die Anregung”. Niederdeutsches Heimatblatt (Bremerhaven: Nordsee-Zeitung GmbH) 798:  1–2.（“デジタル版” (PDF). 2019年9月8日閲覧。）
- Harald Focke (August 2016). Männer vom Morgenstern, Heimatbund an Elb- und Wesermündung e. V.. ed. “Schwerer Brand beendet Karriere der HANSEATIC. Eine defekte Brennstoffleitung wurde dem Cuxhavener Liner in New York zum Verhängnis”. Niederdeutsches Heimatblatt (Bremerhaven: Nordsee-Zeitung GmbH) 800:  1–2.（“デジタル版” (PDF). 2019年9月8日閲覧。）
- Peter Bussler (Dezember 2016). Männer vom Morgenstern, Heimatbund an Elb- und Wesermündung e. V.. ed. “Frühe Anlaufstelle für Badegäste. Das ehemalige „Schifferhaus“ am Alten Hafen”. Niederdeutsches Heimatblatt (Bremerhaven: Nordsee-Zeitung GmbH) 804:  2–3.（“デジタル版” (PDF). 2019年9月8日閲覧。）
- Peter Bussler (April 2017). Männer vom Morgenstern, Heimatbund an Elb- und Wesermündung e. V.. ed. “Nachtwächter im Amt Ritzebüttel und in Cuxhaven. Amtmann Abendroth legte 1816 für Cuxhaven Nachtwächterbuch an”. Niederdeutsches Heimatblatt (Bremerhaven: Nordsee-Zeitung GmbH) 808:  2–3.（“デジタル版” (PDF). 2019年9月8日閲覧。）
- Peter Bussler (August 2017). Männer vom Morgenstern, Heimatbund an Elb- und Wesermündung e. V.. ed. “Vom entbehrungsreichen Leben der „Schillschepper“. Muschelkalkbrennereien gehörten früher zum Landschaftsbild”. Niederdeutsches Heimatblatt (Bremerhaven: Nordsee-Zeitung GmbH) 812:  1–2.（“デジタル版” (PDF). 2019年9月8日閲覧。）
- Kurt Eisermann (November 2018). Männer vom Morgenstern, Heimatbund an Elb- und Wesermündung e. V.. ed. “Lebensalltag unter dem Arbeiter- und Soldatenrat. Die Novemberrevolution in Cuxhaven und ihre Auswirkungen”. Niederdeutsches Heimatblatt (Bremerhaven: Nordsee-Zeitung GmbH) 827:  3–4. （“デジタル版” (PDF). 2019年9月8日閲覧。）

これらの文献は、翻訳元であるドイツ語版の参考文献として挙げられていたものであり、日本語版作成に際し直接参照してはおりません。

## 訳注
1. ↑  ドイツ語: Einheitsgemeinde、集合自治体であるザムトゲマインデに対して単一の自治体であることを明示する用語である。
2. ↑  ドイツ語: Landherr、ハンブルクの参事会員で市壁街の領邦運営を行った役職者
3. ↑  演奏者の背後に配置され、このためしばしば2階のバルコニーからせり出す形で配置される。
4. ↑  ドイツ語: Stolpersteine、国家社会主義の犠牲者名を刻み、そのゆかりの場所に埋設したプレート
5. ↑  ここでの「ゾーン」は自然保護規制の強度を表しており、ゾーン I が規制の最も厳しい地区である